# The Big Show
Paul Donald Wight II (Aiken, Carolina del Sur; 8 de febrero de 1972) es un luchador profesional y comentarista estadounidense, quien trabaja para All Elite Wrestling (AEW) bajo su nombre real. Wight es más conocido por su trabajo para la WWE, donde fue conocido con el nombre de The Big Show y en la World Championship Wrestling (WCW), con el nombre de The Giant.
Antes de entrar a WWE, Wight trabajó para la extinta World Championship Wrestling (WCW), donde fue dos veces Campeón Mundial Peso Pesado de la WCW. Entre sus logros se destacan siete reinados como Campeón Mundial: dos como Campeón de la WWF/E, dos como Campeón Mundial Peso Pesado de la WCW, uno como Campeón Mundial de la ECW y dos como Campeón Mundial Peso Pesado de la WWE, siendo el único luchador que ha poseído los máximos campeonatos de la WCW, WWF/E y ECW, y siendo el tercer y último luchador (después de Kane y CM Punk) en haber ganado los tres Campeonatos Mundiales en la WWE y además el único que ha ganado los 4 títulos mundiales que han estado dentro de las competencias de la WWE (WCW World Heavyweight Championship, ECW World Championship, WWE World Heavyweight Championship y el WWE Championship). También destacan sus tres reinados como Campeón Mundial en Parejas de la WCW, un reinado como Campeón Intercontinental, un reinado como Campeón de los Estados Unidos de la WWE, tres reinados como Campeón Hardcore de la WWE, cinco reinados como Campeón Mundial en Parejas y tres como Campeón de Parejas de la WWE. Todos estos logros le convierten en un Campeón de Triple Corona y en Grand Slam. Además, fue el ganador de la WCW World War 3 de 1996 y Segundo Ganador del André the Giant Memorial Battle Royal en WrestleMania 31.
Fuera de su faceta como luchador profesional, Wight ha aparecido en numerosos largometrajes y series de televisión.

## Vida personal
Al igual que André el Gigante, Wight padecía gigantismo, una enfermedad del sistema endocrino. A la edad de 12 años, Wight medía 1.88 metros de altura, pesaba 220 libras (100 kg) y tenía el pecho cubierto de pelo. Se sometió con éxito a una cirugía a principios de 1990 en su glándula pituitaria, que detuvo el progreso de esta anomalía. Su número de calzado es 18, el tamaño del anillo es de 22, y su pecho es de 64 pulgadas (160 cm) de circunferencia. En 2005, Wight alquiló un autobús y contrató a un conductor debido a los problemas prácticos que su tamaño representa para conducir automóviles y transportarse en avión. 
Wight jugó al baloncesto y al fútbol en la escuela secundaria en Wyman Rey Academia en Batesburg-Leesville, Carolina del Sur. Se destacó como pívot en el equipo de baloncesto y como ala cerrada para el equipo de fútbol. Dejó el fútbol después de su primer año, a causa de las disputas con el entrenador. Sin embargo continuó ligado al equipo al unirse a la escuadra de animadoras en su segundo año, en parte por despecho. Más tarde calificó a ello como "la experiencia más grande de mi vida... todo el mundo estaba montando un autobús con equipo sudorosa y estoy en una furgoneta con siete porristas que están aprendiendo todo acerca de la vida". La camioneta (una Ford Econoline) era conducida por "una madre que era sordo en su oído derecho y fumaba en exceso".
En 1991 fue reclutado por la Universidad Estatal de Wichita, para unirse a los Schockers, el equipo de la baloncesto de la institución que competía en la Missouri Valley Conference de la División I de la NCAA. Antes de ingresar a esa universidad, Wight había asistido al Northern Oklahoma Junior College en Tonkawa, OK, destacándose como jugador de baloncesto en la NJCAA. En los Northern Oklahoma Mavericks, sus promedios de 14 puntos y 6,5 rebotes por partido los convirtieron en el jugador más valioso de su confrencia y ayudaron al equipo a conquistar la División Oeste de la Conferencia Bi-Estatal de Oklahoma. 
Wight jugó su última temporada en el baloncesto universitario estadounidense como miembro de los Southern Illinois Cougars, equipo perteneciente a la Universidad del Sur de Illinois en Edwardsville que participa de la División II de la NCAA. Su actuación fue mala, anotando sólo 39 puntos en los pocos partidos que pudo disputar. Dejó la universidad siendo integrante del Capítulo XI Beta de la fraternidad Tau Kappa Epsilon.
Wight se casó con su primera esposa, Melissa Ann Piavis, el 14 de febrero de 1997. Se separaron en 2000 y su divorcio se finalizó el 6 de febrero de 2002. En conjunto, tienen una hija llamada Cierra. El 11 de febrero de 2002 se casó con su segunda esposa, Bess Katramados. Juntos tienen dos hijos. 
En diciembre de 1998, Wight fue arrestado y detenido por presuntamente exponerse a un empleado del hotel en Memphis, Tennessee. Wight negó el incidente, y fue puesto en libertad más tarde debido a la falta de pruebas. 
En marzo de 1999, Wight fue acusado de asalto por Robert Sawyer, quien alegó que Wight había roto la mandíbula durante el verano de 1998 en el transcurso de un altercado en Marriott Hotels & Resorts en Uniondale, Nueva York. Wight afirmado que Sawyer había insultado, amenazado, y lo empujó, y que él había respondido perforando Sawyer. Después de tres días, el juez Thomas Feinman pronunció un veredicto de no culpable.
Dentro de la lucha libre profesional, Wight participó en las tres veces que el ring de la WWE se rompió, todas ellas por causa de un Suplex precisamente aplicado contra él. Contra Brock Lesnar en SmackDown de 2003, Mark Henry en Vengeance de 2011 y el más reciente contra Braun Strowman en Raw de 2017.

## Carrera

### World Championship Wrestling (1995-1999)
Wight empezó en el mundo de la lucha libre profesional tras conocer a Hulk Hogan en un evento de baloncesto en 1994. Jim Strauser, propietario de una distribuidora de karaoke, vio potencial en Wight como jugador de la NFL National Football League y lo llevó de vuelta a Chicago. Wight mostró poco interés por el football pero mucho en la lucha libre. Strauser contactó con Bonaduce, quién presentaba un programa de radio en Chicago y anunció para la presentación entre Wight y Hogan. Wight entrenó con Larry Sharpe en Sharpe's Monster Factory durante 7 meses y después firmó con la World Championship Wrestling (WCW) en marzo de 1995. Perfeccionó sus habilidades de lucha en WCW Power Plant.
Wight debutó en la WCW durante el Bash at the Beach 1995. Se presentó a sí mismo como The Giant, dado que su altura le hacía similar a André the Giant, diciendo que era hijo de este y culpando a Hulk Hogan de su supuesto asesinato. Wight se unió a Dungeon of Doom, quienes tenían un feudo con Hogan y sus aliados. En Fall Brawl, en 1995, Wight atacó a Hogan mientras estaba luchando contra el líder de Dungeon of Doom, Kevin Sullivan en una Steel Cage match. Tras destruir la motocicleta de Hogan con un camión, Hogan le retó a una "Monster Truck Battle" en Halloween Havoc en Detroit, Míchigan.
El 25 de octubre de 1995 la batalla tuvo lugar encima de Cobo Hall, conduciendo sendos camiones e intentando forzar a que el otro saliera del círculo, como en un combate de Sumo. Hogan ganó el combate Wight descendió de su vehículo y apareció cayendo del tejado. Más tarde, Wight vino al ring con The Taskmaster y retó a Hogan por el Campeonato Mundial de los Pesos Pesados de la WCW en donde su in-ring debut en la WCW. Wight obtuvo la victoria por descalificación después de la interferencia de Jimmy Hart; mánager de Hogan. Hart entonces reveló el contrato que Hogan había firmado (el cual él había escrito) tenía una cláusula que decía que el título podía cambiar de manos en una descalificación, Wight fue el nuevo Campeón Mundial de los Pesos Pesados de la WCW. El título fue suspendido por una semana como resultado de un término controversial del combate.
Wight intentó reclamar el título en World War 3 pero fue estropeado por Hogan, y Randy Savage ganó el título vacante. (Este complot recuerda una storyline de la WWF de varios años atrás, en donde el "consejero" de André el Gigante Ted DiBiase engañó a Hogan por el título de la WWF, acabó en una controversia que ayudó a Savage a ganar el título). Wight hizo pareja con Ric Flair para derrotar a Hogan y Savage el 23 de enero de 1996 en Clash of the Champions XXXII, pero fue decisivamente derrotado por Hogan en un cage match en SuperBrawl VI.
Después de un corto feudo con "The Loch Ness Monster", Wight ganó el Campeonato Mundial de los Pesos Pesados por segunda vez tras derrotar a Ric Flair. Después de que Hogan formase "The New World Order", él derrotó a Wight por el Campeonato en "Hog Wild" siguiendo la interferencia de Scott Hall y Kevin Nash. Wight se unió a nWo 23 días después, citando el dinero de Ted DiBiase como su principal motivación. él tuvo un feudo con Lex Luger y The Four Horsemen.
Wight fue echado de nWo el 30 de diciembre de 1996 por preguntar a Hogan para un combate por el Campeonato Mundial de los Pesos Pesados. El luchó contra junto con nWo Sting y Lex Luger, ganando el WCW World Tag Team Championships dos veces. En 1997 él empezó un feudo con un miembro de nWo Kevin Nash, quién constantemente esquivaba a Wight, apareciendo finalmente en la carta de combates en Starrcade 1997. En 1998 en Souled Out los dos finalmente aparecieron en el ring, pero Nash accidentalmente lesionó a Wight en el cuello cuando falló una Jackknife Powerbomb. Cuando Nash dejó nWo y formó su propio grupo, Wolfpac, Wight se reunió a nWo para contradecir a Nash y sus aliados. Nash finalmente terminó la carrera de la WCW de Wight cuando lo derrotó siguiendo un run-in por Scott Hall y Eric Bischoff.
No contento con su remuneración, Wight no renovó su contrato con la WCW el 8 de febrero de 1999.

### World Wrestling Federation / Entertainment (1999-2007)

#### 1999

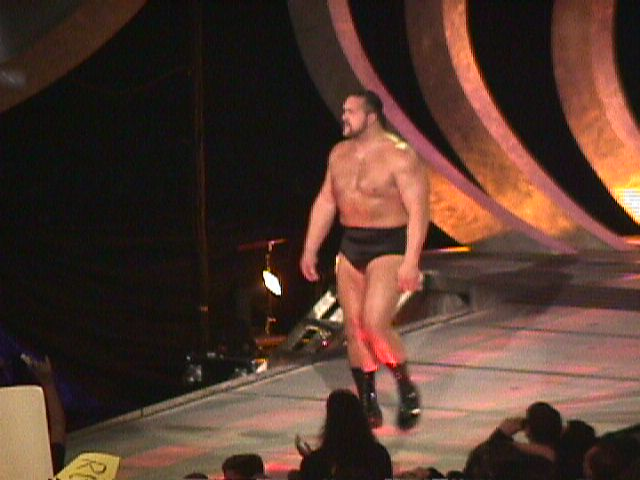
Show entrando a la arena en la entrada de SmackDown en 1999.

Wight firmó un contrato por 10 años con la World Wrestling Federation el 9 de febrero de 1999. Debutó como un miembro de The Corporation, el febrero de 1999 en St. Valentine's Day Massacre durante la pelea entre Vince McMahon y Stone Cold Steve Austin en una Steel Cage, atacando a Austin lanzándolo contra la verja, pero la rompió y Austin cayó al suelo, por lo que ganó la lucha. Tras esto, hizo de guardaespaldas de McMahon, siendo presentado como Paul Wight durante varias semanas antes de que le llamaran The Big Show. Más tarde le llamarían simplemente Big Show. McMahon quería que el miembro de The Corporation The Rock retuviera el Campeonato de la WWF WrestleMania, así que Wight se enfrentó a Mankind en WrestleMania XV para ser el árbitro de la lucha. Durante el combate, Wight atacó a Mankind con una silla, por lo que fue descalificado y se eligió un árbitro normal. Sin embargo, empezó un feudo con Mankind que les llevó a pelear en un Boiler Room Brawl, tras la cual cambió a face y se unió Mankind, Test y Ken Shamrock en una alianza conocida como The Union, quienes se unieron a The Corporation, y formarían el Corporate Ministry. Wight & The Undertaker formaron una alianza contra X-Pac & Kane, derrotándoles en SummerSlam, ganando los Campeonatos en Parejas de la WWF. Tras esto, los perdieron ante The Rock 'n' Sock Connection (The Rock & Mankind) en RAW ocho días después, empezando un feudo con ellos durante el cual ganaron de nuevo los títulos el 7 de septiembre en SmackDown!, pero perdiéndolos el 20 de septiembre en RAW.
Cuando The Undertaker fue retirado por sus lesiones, Wight empezó a pelear por el Campeonato de la WWF. En Unforgiven, Triple H derrotó a Show, Mankind, The Rock y The British Bulldog, ganando el vacante campeonato de la WWE. Luego empezó un feudo con Kane, perdiendo ante él en Rebellion. Finalmente, en Survivor Series, Show derrotó al equipo de The Big Boss Man, Prince Albert, Mideon & Viscera y reemplazó a Steve Austin en una lucha por el Campeonato de la WWF, derrotando a Triple H y The Rock, ganando el campeonato. Luego empezó un feudo con Big Boss Man alrededor del fallecido padre de Show, asaltando Boss Man su funeral. En Armageddon derrotó a Boss Man, reteniendo el Campeonato de la WWF.

#### 2000-2001
El 3 de enero del 2000, en un episodio de RAW, Triple H le derrotó en una pelea por el título. Intentando recuperar el título, Wight participó en el 2000 Royal Rumble, llegando al final, siendo eliminado por The Rock. Tras esto, Wight exigió que le dieran una oportunidad por el título, ya que mostró un vídeo en el que demostraba que ambos pies de The Rock habían tocado el suelo antes que él. Tuvo una pelea en No Way Out contra The Rock por la oportunidad de luchar por el título en WrestleMania 2000. Wight le derrotó cuando Shane McMahon interfirió, noqueando a The Rock tras golpearle con una silla de acero. A causa de esto, The Rock exigió una lucha por el título, pactándose una lucha entre Triple H, Show y The Rock, añadiéndose poco después Mick Foley. En WrestleMania 2000, Wight fue el primer eliminado después de que los otros tres luchadores se aliaran para derrotarle.

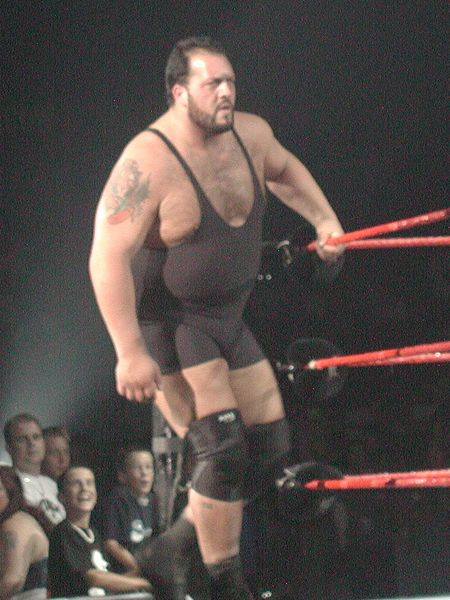
Show compitiendo para la marca Raw.

Después de WrestleMania 2000, Wight empezó a copiar a otros luchadores, empezando un feudo con Kurt Angle que terminaría en Backlash 2000, yendo al ring vestido como Hulk Hogan y derrotando a Angle. Sin embargo, Shane McMahon le dijo que desaprobaba sus payasadas, empezando ambos un feudo que terminó en Judgment Day 2000, donde Shane derrotó a Wight en una Falls Count Anywhere Match tras una interferencia de Big Boss Man, Bull Buchanan, Test y Albert. Después de tomarse dos meses de descanso, regresó uniéndose a Shane, Chris Benoit, Edge, Kurt Angle y Christian contra The Undertaker, pero fue lanzado contra una mesa por Undertaker, desapareciendo durante el resto del año de la televisión, ya que se fue a la Ohio Valley Wrestling, un territorio en desarrollo de la WWF, con el objetivo de perder peso y cuidarse de ataques al corazón.
Wight volvió en Royal Rumble, pero fue eliminado por The Rock. Tras esto, empezó un feudo por el Campeonato Hardcore, derrotando en No Way Out a Raven, ganando el campeonato, pero lo perdió ante Raven el 19 de marzo en un House Show. En WrestleMania X-Seven se enfrentó a Raven y Kane por el título, ganando Kane.
A lo largo de The Invasion, Wight permaneció leal a la WWF. Se enfrentó a Shane McMahon, de la World Championship Wrestling, en un Last Man Standing Match en Backlash, siendo Show derrotado después de la interferencia de Test. A causa de su interferencia, empezó un feudo con Test, enfrentándose los dos en Insurrextion, pero Test no pudo luchar y fue sustituido por Bradshaw, derrotando a Show, pero en Judgment Day se enfrentaron en un combate donde también estaba el campeón Hardcore Rhyno, reteniendo el título Rhyno, pero el 28 de mayo, ganó el Campeonato Hardcore al derrotar a Rhyno, pero lo perdió en el mismo programa ante Chris Jericho. También participó en el King of the Ring, derrotando en la primera ronda a Raven, pero perdiendo en la segunda ante Christian. En Invasion, Chris Kanyon, Shawn Stasiak & Hugh Morrus derrotaron a Billy Gunn, The Big Show & Albert. Luego empezó a luchar por los Campeonatos en Pareja de la WWF en Unforgiven, evento donde The Dudley Boyz (Bubba Ray & D-Von) derrotaron a The Big Show & Spike Dudley, Lance Storm & The Hurricane y The Hardy Boyz (Matt & Jeff), reteniendo los títulos y en No Mercy junto a Tajiri, reteniendo The Dudley Boyz de nuevo. En Rebellion derrotó a Diamond Dallas Page y en Survivor Series el Team WWF (The Rock, Chris Jericho, The Undertaker, Kane & The Big Show) derrotaron al Team Alliance (Stone Cold Steve Austin, Kurt Angle, Booker T, Rob Van Dam & Shane McMahon). Luego, se enfrentó de nuevo a The Dudley Boyz por los títulos junto a Kane en Vengeance, pero perdió de nuevo.

#### 2002

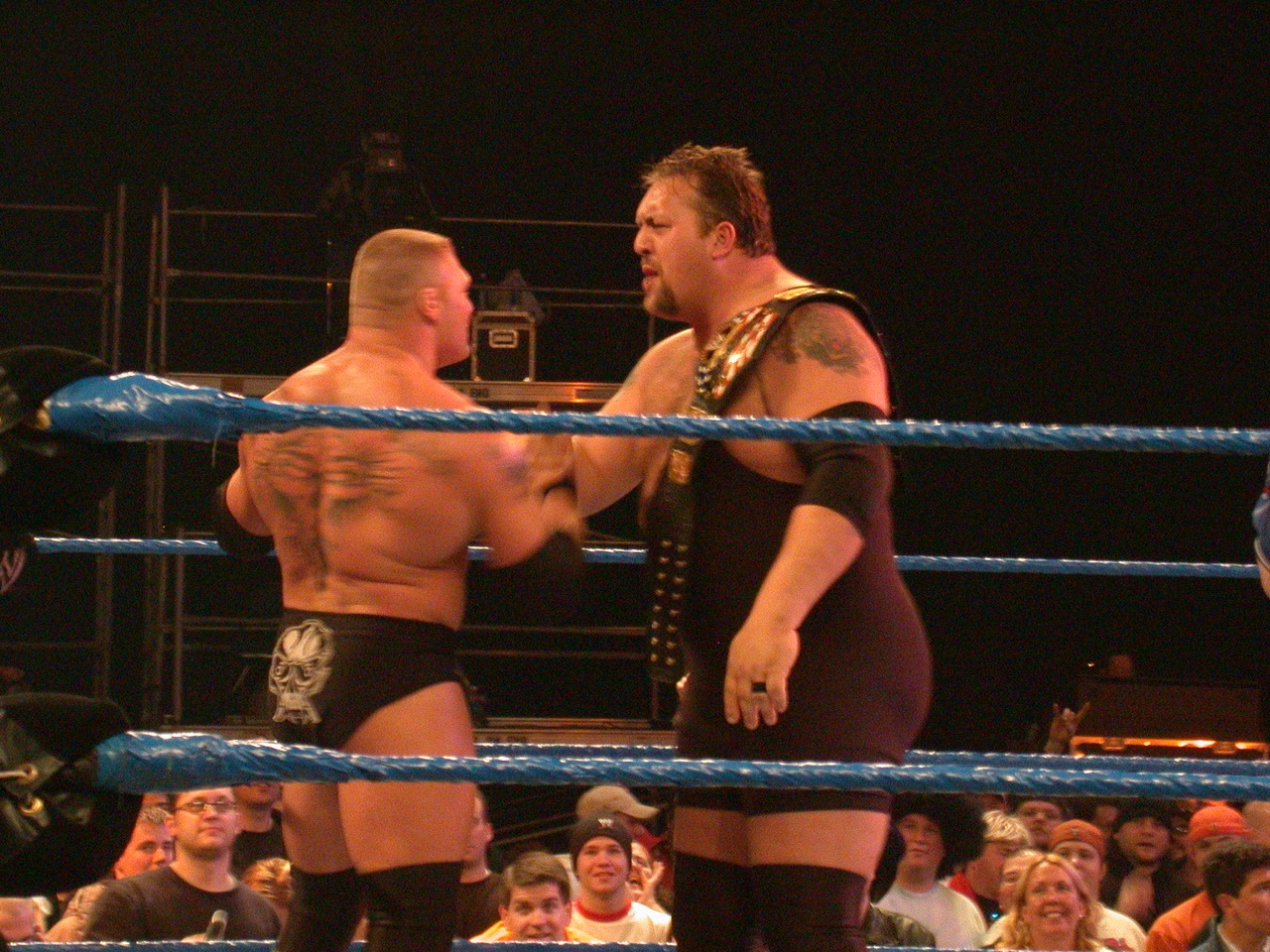
Show, como Campeón de los Estados Unidos, ante Brock Lesnar.

El 24 de enero, en la edición de SmackDown volvió a hacer equipo con Kane para enfrentar a The Dudley Boyz en un Tables Match, pero fueron derrotados y tras el combate, Show y Kane tuvieron que ser separados por árbitros. Wight participó en Royal Rumble, pero fue eliminado por Kane. Ante esto, al día siguiente se enfrentó a Kane, pero fue derrotado. El 24 de marzo, en Sunday Night Heat, The Big Show & Kane lucharon contra The Dudley Boyz una vez más, donde salieron victoriosos. Luego el 25 de marzo fue seleccionado por Ric Flair, de la marca RAW, durante el Draft. Poco después en el combate de Sunday Night HEAT en Backlash derrotó a Justin Credible & Steven Richards en una lucha en desventaja. Al día siguiente en RAW cambió a Heel tras unirse a nWo luego de traicionar a Steve Austin en un combate frente a Scott Hall y X-Pac, aplicándole un "Chokeslam" a Austin. Durante las dos semanas posteriores, Wight explicó que el motivo de su ataque fue que sintió que Austin le había arrebatado su lugar en el evento estelar de WrestleMania, ya que Show en WrestleMania 2000 luchó por el Campeonato de la WWF mientras Austin se encontraba lesionado; pero el siguiente año en WrestleMania X-Seven, Austin compitió por el Campeonatato de la WWF mientras que Show no, y en WrestleMania X8 este año, Austin enfrentó a Scott Hall mientras que Wight no formó parte del evento mientras estaba en WWE New York Times Square. Esto dio inicio a un feudo con Steve Austin, perdiendo contra él en Insurrextion con Ric Flair como árbitro especial. Tras esto, mantuvo su rivalidad con Steve Austin ayudando a Ric Flair, quien también traicionó a Austin y se alió con nWo. Después en Judgment Day hizo equipo con Flair en una pelea en desventaja frente a Austin, pero fueron derrotados.
Tras esto, inició un feudo con Booker T, quien había sido expulsado de nWo tras la llegada de Shawn Michaels al grupo. El 1 de julio en RAW, Booker venció a Show por conteo de ring. Luego de que Kevin Nash sufriera una lesión, nWo fue disuelto. Paralelamente, el 12 de julio durante un House Show ganó por tercera vez el Campeonato Hardcore venciendo a Spike Dudley, aunque lo perdería el mismo día ante Bradshaw debido a las reglas 24/7. El 15 de julio volvió a perder frente a Booker, esta vez por descalificación. Tras esto, perdió nuevamente ante Booker T en Vengeance en un No Disqualification Match.
En 2002, Wight fue transferido a SmackDown!, dado que en RAW había sido relegado. Cuando llegó a SmackDown!, Wight empezó a luchar vs. el Campeón de la WWE Brock Lesnar. Llegó a ser Campeón en dos ocasiones y cuatro veces Campeón Mundial de Peso Pesado (las dos primeras veces fue Campeón de la WCW) cuando derrotó a Lesnar en el Madison Square Garden en Survivor Series, después de que el mánager de Lesnar, Paul Heyman, le traicionara, uniéndose a Show como su nuevo mánager. Perdió su título ante Kurt Angle un mes después en Armageddon tras la intervención de Lesnar.

#### 2003-2004
En enero de 2003, Wight perdió la pelea clasificatoria para el Royal Rumble contra Lesnar. Entonces empezó un feudo con The Undertaker, acabando con la derrota de Wight y su compañero A-Train en WrestleMania XIX. Después empezó otro feudo con Rey Mysterio. Él renovó su feudo con Brock Lesnar y tuvo 4 combates vs. él por el Campeonato de la WWE (incluyendo un Stretcher Match en Judgment Day 2003) pero fueron inútiles sus intentos por ganar el título. El 26 de junio en SmackDown! Wight, Shelton Benjamin & Charlie Haas derrotaron a Mr. America (Hulk Hogan), Brock Lesnar & Kurt Angle en un Six-Man Tag Team Match cuando Big Show cubrió a Mr. America. Esta fue la última aparición de Hogan en la WWE bajo la apariencia de Mr. America. Durante varios meses después, WWE decía que The Big Show era el hombre que retiró a Hogan en el Madison Square Garden (Donde se celebró el Six-Man Tag Team Match). En un toque de ironía, en No Mercy 2003 Wight derrotó a Eddie Guerrero para ganar el Campeonato de los Estados Unidos y formó una alianza con el entonces Campeón de la WWE Brock Lesnar; él abandonó a su compañero Brock Lesnar justo antes de WrestleMania XX.
Participó en Royal Rumble, donde fue el último eliminado por Chris Benoit. Durante el mismo Royal Rumble eliminó a John Cena empezando ambos un feudo. En No Way Out se enfrentó a Cena y a Kurt Angle por convertirse en el contendiente 1# al Campeonato de la WWE, la lucha la ganó Angle. En WrestleMania XX perdió el Campeonato de los Estados Unidos frente a John Cena.
El 15 de abril de 2004 en SmackDown!, Wight prometió que renunciaría si no derrotaba al Campeón de la WWE Eddie Guerrero esa noche. Sin embargo perdió ante Guerrero y, creyendo que Torrie Wilson se estaba riendo de él por perder, destruyó su coche. Cuando Kurt Angle intentó hablar con él, Wright le aplicó una chokeslam desde una alta plataforma, haciendo que se rompiera una pierna. Después de esto, Paul Wight no apareció en televisión durante varios meses.

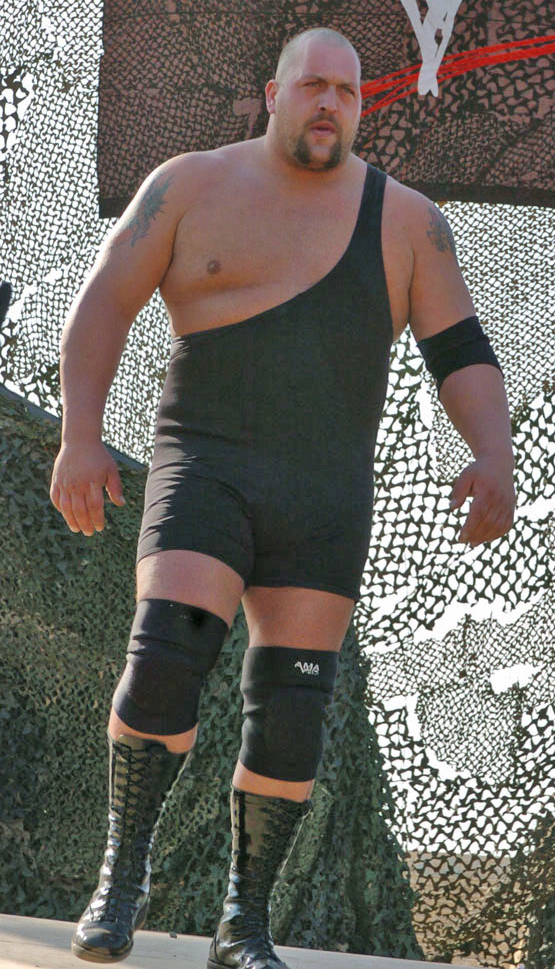
Show en Tribute to the Troops.

A mediados de 2004, Wight fue reinsertado por el nuevo Gerente General Theodore Long, volviendo el 9 de septiembre, dos semanas después de anunciar su regreso. Lo hizo durante una Lumberjack Match entre Eddie Guerrero y Kurt Angle acabando cuando entró y les atacó. La semana siguiente, Long le dio a escoger su oponente para No Mercy entre Eddie y Angle, escogiendo a Angle y así cambiando a face. El feudo entre ambos se hizo vigente luego que Angle con ayuda de Luther Reigns y Mark Jindrak le rapara la cabeza en venganza del ataque anterior. En No Mercy, Wight derrotó a Angle. Dos semanas antes, había dicho que había "perdido su dignidad" cuando Angle le tranquilizó en medio del ring usando un dardo. Tras esto continuó su feudo con Angle formando parte del Team Guerrero (Eddie Guerrero, Show, John Cena & Rob Van Dam) donde derrotaron al Team Angle (Kurt Angle, Luther Reigns, Mark Jindrak & Carlito) en Survivor Series. Después derrotó a Angle, Reigns y Jindrak en un Handicap match en Armageddon. Durante este tiempo, comenzó una relación con Joy Giovanni.

#### 2005
En 2005, Show continuó su feudo con Angle, quien secuestró a Joy Giovanni el 13 de enero y comenzó uno con el Campeón de la WWE John Bradshaw Layfield enfrentándose los tres en Royal Rumble reteniendo Layfield el campeonato. Wight peleó por el Campeonato de la WWE una vez más, enfrentando a John Bradshaw Layfield en una barbed wire steel cage match para que nadie del equipo de JBL, The Cabinet interfiriera en No Way Out. Después de que Wight que le aplicara una chokeslam a JBL y le hundiera en el ring, salió por la puerta, pero le dieron por ganada la pelea a JBL, que salió antes por debajo del ring. Después del combate fue atacado por The Cabinet (The Basham Brothers y Orlando Jordan) siendo salvado por John Cena y Batista.
El 3 de abril de 2005, en WrestleMania 21, Wight se enfrentó al campeón de Sumo Akebono en una pelea de sumo; perdiendo Wright cuando le sacó fuera del círculo. Tras su derrota reanudó su feudo con Luther Reigns luego que este digiera que había avergonzado a la marca SmackDown! al no vencer a Akebono. Reigns trató de demostrar ser más fuerte que Show, tratando el 24 de marzo volcar un Jeep sin éxito. Show volcó el Jeep y venció a Reigns el 7 de abril en SmackDown!. Tras esto, tuvo un feudo con Carlito Caribbean Cool y su guardaespaldas, Matt Morgan luego que Show declinara ser guardaespaldas de Carlito. Show se enfrentó a Carlito en Judgment Day siendo derrotado después de la interferencia de Morgan. El 25 de mayo en SmackDown!, Show venció a Carlito en la revancha, pero tras el combate Matt Morgan le atacó con un "F-5" contra la mesa de comentarios. Tras ello continuó por varias semanas el feudo con Matt Morgan, enfrentándolo el 16 de junio en SmackDown!, ganando por descalificación tras la intervención de Carlito. Tras el combate, Show atacó a Morgan con un "Chokeslam" en la mesa de comentarios. La siguiente semana enfrentó al recién llegado Muhammad Hassan, siendo derrotado después de ser golpeado con una silla y la interferencia de Morgan.

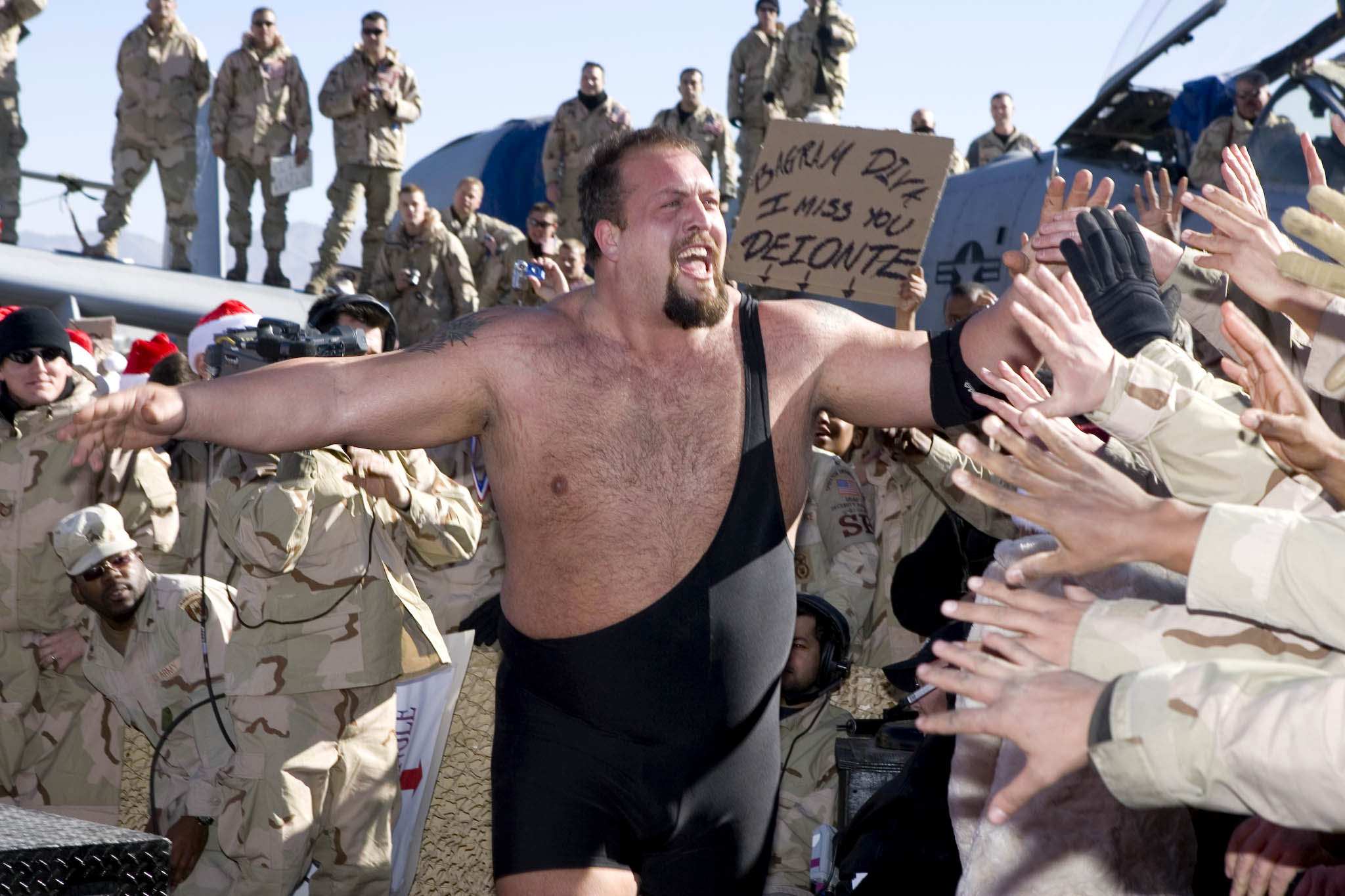
Show junto a los militares en Tribute to the Troops.

El 27 de junio de 2005, Wight fue transferido a la marca RAW en WWE Draft Lottery 2005, que le impide participar en un Battle Royal 6-Man Match por el SmackDown! Championship y acabó su feudo con Morgan. En su debut en RAW, Show venció a Gene Snitsky. La siguiente semana en RAW logró cubrir a Gene Snitsky en una pelea por parejas entre Show y Kane contra Snitsky y Edge. En otro episodio Wight desafió a Chris Masters el 18 de julio como voluntario para tratar de romper la Master Lock. Masters había alardeado de que nadie, no importa cuán grande, podría liberarse de la "Master Lock", pero pese a esto no aceptó el desafío. En la semana siguiente Wright y Shelton Benjamin vencieron a Masters y Snitsky en un combate en parejas. Después de un tiempo, Wight regresó a su rivalidad con Snitsky. A la semana siguiente, continuó su rivalidad con Gene Snitsky, frustrando a Snitsky el acoso en backstage a la entrevistadora María y enfrentándose en un combate, el cual Show ganó por conteo de ring. El 29 de agosto, Snitsky golpeó a Wight con la campana del ring inmediatamente después de que Wight había ganado un combate. Como resultado de ello, Wight y Snitsky se enfrentaron en una lucha en Unforgiven 2005 en Oklahoma City, Oklahoma el 18 de septiembre en la que ganó Wight. El 26 de septiembre, Wight derrotó a Snitsky en la revancha en un Street Fight.
El 17 de octubre en RAW, Wight derrotó a Edge y, por lo tanto, entró en una encuesta de opinión, donde el ganador de la encuesta se enfrentaba a John Cena y Kurt Angle en una triple amenaza por el WWE Championship en Taboo Tuesday 2005 el 1 de noviembre. La encuesta fue ganada por Shawn Michaels, lo que significó que las otras dos opciones debieron luchar por el World Tag Team Championship la misma noche. Wight hizo equipo con Kane, y juntos derrotaron a Lance Cade y Trevor Murdoch ganando los Campeonatos Mundiales en Parejas de la WWE. El 7 de noviembre en RAW, Show & Kane retendrían sus Campeonatos en Parejas frente a Cade & Murdoch en la revancha en un Hardcore Match. En las semanas anteriores a Survivor Series 2005, Wight se involucró en la rivalidad entre las marcas RAW y SmackDown!. Él y Kane invadieron el 11 de noviembre SmackDown! y, junto con Edge, atacaron a Batista, causándole lesiones en el proceso. En el episodio de RAW del 14 de noviembre, en homenaje a Eddie Guerrero (que había fallecido el día anterior), Wight y Kane derrotaron a los campeones en parejas de SmackDown! MNM en un match entre marcas, en una pelea no titular. El 21 de noviembre, Wight y Kane le aplicaron una "Doble Chokeslam" a Batista en el parabrisas de un coche. En Survivor Series, Wight, Kane, Carlito, Chris Masters, y el capitán de equipo Shawn Michaels representaron a RAW en un combate contra el equipo de SmackDown!, formado por JBL, Rey Mysterio, Bobby Lashley, Randy Orton, y Batista. SmackDown! ganó la lucha, con Randy Orton como único superviviente. Tras ello, Show & Kane cambiaron a Tweener cuando empezaron un pequeño feudo con Batista & Rey Mysterio luego que trataran de atacar a Mysterio pero fueran atacados por Batista, y a su vez Show tuvo un feudo con Triple H luego de confrontarlo después de que esté último se burlaba de Ric Flair tras derrotarlo en Survivor Series, lo cual se intensificó cuando el 12 de diciembre en RAW, Triple H atacase a su rival Shawn Michaels, haciéndole perder la clasificación a la Elimination Chamber por el Campeonato de la WWE y Show como venganza ayudo a Kane a derrotar a Triple H en ese mismo día. En Armageddon Show & Kane derrotaron a Batista & Mysterio en un combate entre Campeones en parejas de RAW y SmackDown!. Tras esto tanto Show como Kane cambiaron a Face nuevamente y Show fue lastimado por Triple H (Kayfabe) tras golpear su mano con su mazo sobre las escaleras metálicas.

#### 2006
En New Year's Revolution, Wight perdió ante Triple H después de que Triple H le diera con un mazo en la cabeza. The Big Show participa en Royal Rumble pero fue eliminado por Triple H. Luego, participó en un torneo por una oportunidad por el Campeonato de la WWE, derrotando el 6 de febrero a Shelton Benjamin, el 13 de febrero a Triple H, quedando empate y el 20 de febrero a Triple H y Rob Van Dam, ganando Triple H. En las siguientes semanas después del torneo, Wight & Kane mantuvieron un feudo con Chris Masters & Carlito, derrotándoles en una lucha por el Campeonato Mundial en Parejas de la WWE en WrestleMania 22, pero perdiéndolo al día siguiente ante Spirit Squad (Kenny & Mikey). La siguiente semana Show & Kane tuvieron su revancha a los títulos frente a Spirit Squad, pero perdieron por descalificación luego que Kane atacara con sillas a los rivales y tras el combate, atacara a Show con un "Chokeslam". El equipo de Kane y The Big Show se disolvió tras esa lucha, enfrentándose ambos en Backlash, lucha que quedó sin resultado cuando empezó a sonar por los altavoces "19 de mayo" y Kane, visiblemente afectado, recibió una agresión salvaje con una silla por parte de The Big Show, quién argumentó que lo hizo con el fin de ayudar a Kane. Kane y Show se enfrentaron en la revancha en el 8 de mayo, la cual nuevamente quedó sin resultado luego que Kane oyera voces (las cuales decían "19 de mayo") y atacase a Show con una silla.

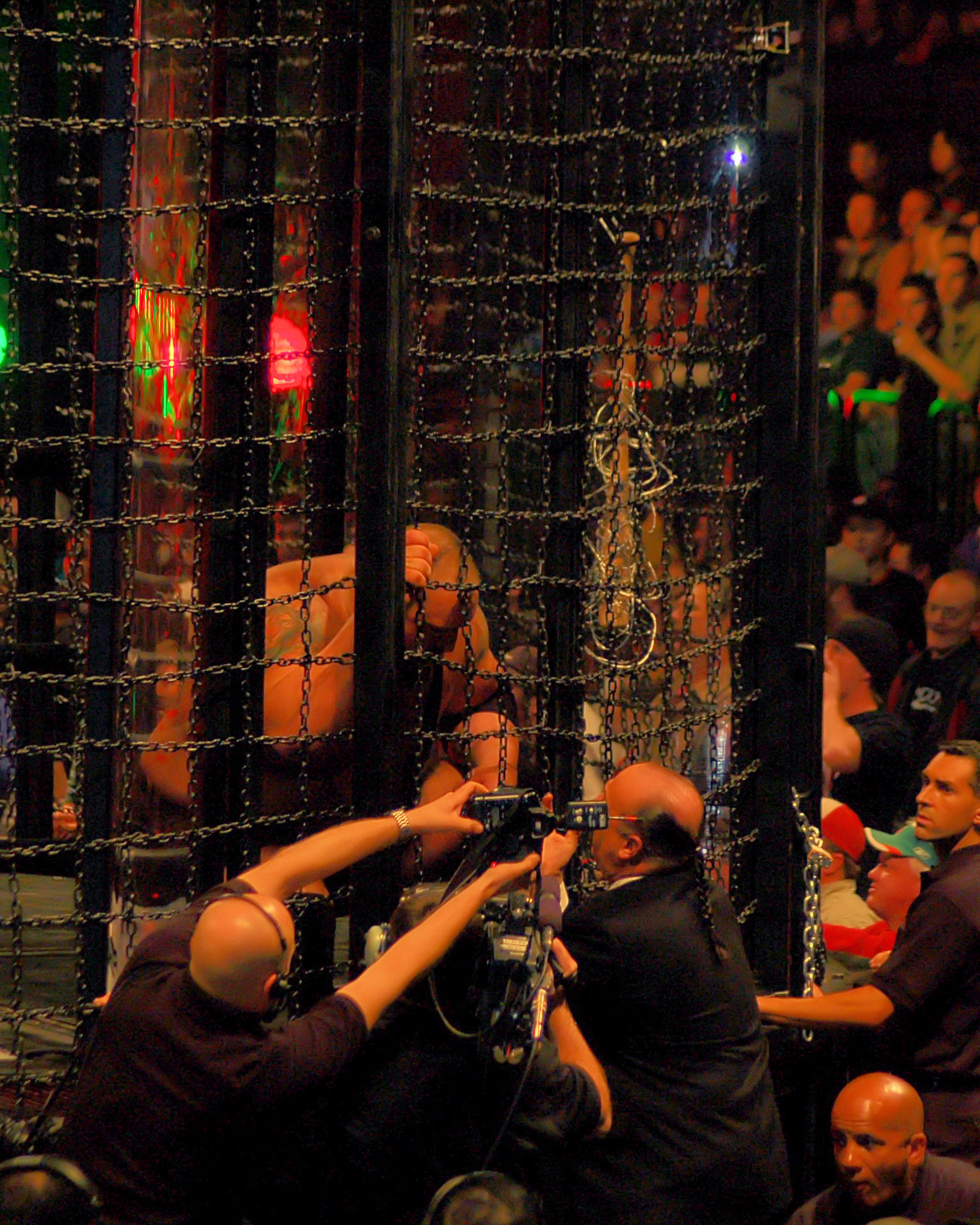
Big Show en December to Dismember.

En WWE vs. ECW Head to Head, el 7 de junio de 2006, Wight apareció como miembro de la ECW, sustituyendo a un luchador durante una Battle Royal entre marcas, ganando ECW después de que Wight eliminara a Randy Orton. También apareció en One Night Stand, atacando a Tajiri, Super Crazy & Full Blooded Italians tras su pelea por equipos cambiando a Heel.
El 4 de julio de 2006, en un episodio de ECW on Sci Fi, Wight derrotó a Rob Van Dam, ganando el Campeonato Mundial de la ECW gracias a la ayuda de Paul Heyman, quien le dijo a Show que le aplicara un "Chokeslam" a Van Dam encima de una silla, que había sido utilizada con anterioridad. The Big Show cubrió a RVD para la cuenta, y Heyman hizo la cuenta rápidamente, provocando la furia de los fanes, que no dudaron en tirar comida, y otras basuras hacia el ring. Este incidente fue reconocido como "La traición de South Philly". Durante las siguientes semanas, Wight derrotó a muchos luchadores de otras marcas, como Ric Flair y Kane, mientras que perdió por descalificación con Batista y The Undertaker, reteniendo el campeonato. En The Great American Bash perdió ante The Undertaker en la primera Punjabi Prison match; sustituyendo a The Great Khali. Tras esto, empezó un breve feudo contra Sabu, acabando en SummerSlam con victoria de Wight. Poco después, se unió a The McMahons en una pelea contra D-Generation X en Unforgiven en un Hell in a Cell, ganando DX.
El 5 de noviembre de 2006 en Cyber Sunday se enfrentó a John Cena y King Booker en una pelea Champion of Champions. Los fanes votaron para que el título de King Booker, el Campeonato Mundial de Peso Pesado esuviera en juego. Booker ganó la pelea tras una interferencia de Kevin Federline, empezando Big Show un feudo con Cena. En Survivor Series, el Team Cena (John Cena, Kane, Bobby Lashley, Sabu & Rob Van Dam) derrotó al Team Big Show (The Big Show, Test, Montel Vontavious Porter, Finlay & Umaga), empezando un feudo con Lashley. Ambos participaron en la Extreme Elimination Chamber de December to Dismember, ganándola Lashley al cubrir a Show, ganando el Campeonato Mundial de la ECW. Wight tuvo la revancha el 6 de diciembre de 2006, la cual perdió. Tras esto, la WWE anunció que Wight había dejado la WWE por múltiples lesiones.

### PMG Clash of Legends (2007)
En su primera pelea tras dejar la WWE, Wight peleó contra su mentor Hulk Hogan el 27 de abril en el Memphis Wrestling en el evento PMG Clash of Legends. Wight perdió el combate después de que Hogan le aplicara un "Leg Drop". Esto fue presentado como la revancha del 29 de marzo de 1987 de la pelea entre Hogan y André the Giant en WrestleMania III, con Hogan ganando de un modo parecido. En una rueda de prensa el 12 de abril, Wight anunció que había perdido 40 lb (27 kg) desde que había dejado la WWE. Cuando se refirieron a él como "The Big Show", Wight dijo que ese era su nombre esclavo, y que deberían referirse a él como Paul "The Great" Wight ("Great White").

### World Wrestling Entertainment / WWE (2008-2021)

#### 2008

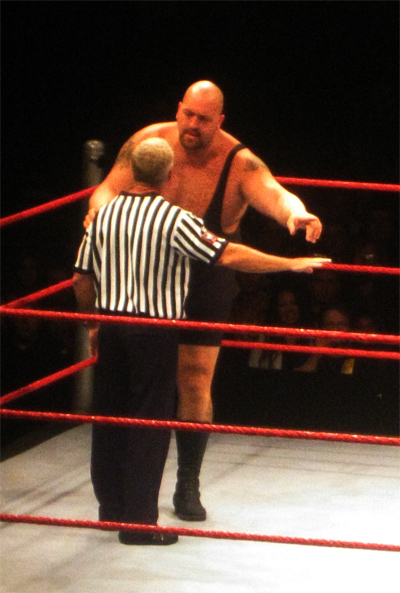
The Big Show discutiendo con el árbitro Scott Armstrong.

Wight hizo su regreso a la World Wrestling Entertainment (WWE) en No Way Out como Monster heel, atacando a Rey Mysterio. Tras esto, empezó un feudo con el boxeador Floyd "Money" Mayweather, a quien se enfrentó en Wrestlemania XXIV en un combate de boxeo, perdiendo Show por KO después de que este lo golpeara con una silla y luego lo noqueara con un puñetazo en la mandíbula usando un puño americano, causando que cambiara a face. En el siguiente RAW, mientras decía que no existía alguien que le pudiera vencer en un uno a uno, tuvo un choque con The Great Khali, al cual derrotó en Backlash.
Comenzó un feudo con Mark Henry tras un combate entre ambos que fue interrumpido por Khali, quien entró ayudando a Henry para vengarse de The Big Show por la derrota de Backlash. En One Night Stand ganó un Singapore Cane Match venciendo a Tommy Dreamer, John Morrison, CM Punk y Chavo Guerrero. Como ganador recibió una oportunidad de luchar por el Campeonato de la ECW en Night of Champions ante Kane. Sin embargo, luego fue añadido Henry a la lucha, quien resultó ganador del combate.
Más adelante, empezó a pedir una oportunidad al Campeonato de la WWE, siempre denegada por la General Mánager Vickie Guerrero. Sin embargo, en Unforgiven pasó a heel al atacar a The Undertaker, quien tenía un feudo con Guerrero. Esta alianza hizo que Show y The Undertaker se enfrentaran en No Mercy, donde derrotó a The Undertaker tras golpearlo varias veces con el puño, en Cyber Sunday, donde perdió en un Last Man Standing después de que no pudiera responder a la cuenta de 10 y en Survivor Series, donde Show fue derrotado en un Casket Match en Survivor Series. Tuvo su revancha en SmackDown luchando en un Steel Cage match, lucha cual perdió tras recibir la Gogoplata por parte de Undertaker.

#### 2009
Participó en el Royal Rumble, en la cual salió el último y eliminó a cinco luchadores, The Undertaker entre ellos y peleó en la Elimination Chamber de No Way Out, peleando por el Campeonato de la WWE, pero perdió la lucha, siendo el tercer eliminado por Triple H después de recibir un Pedigree y un Swanton Bomb de Jeff Hardy. En WrestleMania XXV, tuvo una oportunidad por el Campeonato Mundial Peso Pesado frente al campeón Edge y John Cena, pero no logró ganar el combate.
El 13 de abril de 2009 fue enviado a la marca Raw debido al 2009 WWE Draft. En Backlash, The Big Show interfirió en el Last Man Standing Match por el Campeonato Mundial Peso Pesado entre Cena y Edge cuando tiró Cena en un reflector gigante, resultando en Edge ganando el título y en Cena siendo gravemente herido. Él continuó su feudo con John Cena, perdiendo con él en Judgment Day por pinfall y en Extreme Rules por sumisión, antes de derrotar a Cena en el episodio del 22 de junio de Raw para poner fin al feudo.

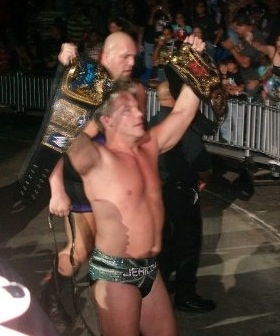
Big Show & Chris Jericho como Campeones Unificados en Parejas de la WWE, formando una alianza conocida como Jeri-Show.

En las semanas anteriores a Night of Champions, The Big Show constantemente había atacado al Campeón de los Estados Unidos Kofi Kingston y a Evan Bourne entre otros. Él entonces tuvo un feudo con Kingston por el Campeonato de los Estados Unidos y ganó un lugar en el Six-Pack Challenge en Night of Champions. En el evento, The Big Show fue anunciado como el nuevo compañero de equipo de Chris Jericho debido a que Edge necesitaba tiempo fuera de acción para tender de una lesión, sacando así a Show fuera del Six-Pack Challenge por el Campeonato de los Estados Unidos. Juntos, Jeri-Show fueron capaces de defender con éxito el Campeonato Unificado en Parejas de la WWE contra The Legacy. Jeri-Show defendió exitosamente el título contra Cryme Tyme en SummerSlam, MVP y Mark Henry en Breaking Point y Rey Mysterio y Batista en Hell in a Cell. En Bragging Rights, el Team SmackDown (Chris Jericho, Kane, R-Truth, Finlay, The Hart Dynasty (David Hart Smith & Tyson Kidd) & Matt Hardy) derrotó al Team Raw (D-Generation X (Triple H & Shawn Michaels), Cody Rhodes, The Big Show, Kofi Kingston, Jack Swagger & Mark Henry) después de una traición de Show. Al darle la victoria al Team SmackDown, Theodore Long le dio una oportundiad ante el Campeón Mundial Peso Pesado de la WWE The Undertaker en Survivor Series. Sin embargo, Jericho también consiguió una oportunidad, por lo que ambos empezaron a discutir. En el evento, The Undertaker retuvo el título. Luego, Jericho & Show empezaron un feudo con D-Generation X (Shawn Michaels & Triple H) alrededor de los Campeonatos Unificados en Parejas, enfrentándose ambos equipos en TLC: Tables, Ladders & Chairs en un TLC Match, siendo Jericho & Show derrotados y perdiendo los campeonatos.

#### 2010

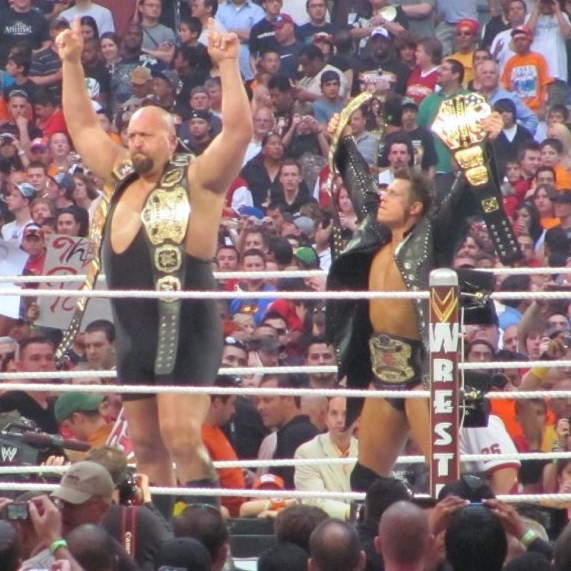
Big Show junto a The Miz en WrestleMania XXVI como Campeones Unificados en Parejas de la WWE.

Después de disolver el equipo con Jericho, Wight empezó a ser el compañero del Campeón de los Estados Unidos The Miz. Participó en la Royal Rumble, pero fue eliminado por R-Truth. El 8 de febrero en Raw, Wight & The Miz derrotaron a los Campeones Unificados en Parejas de la WWE D-Generation X (Shawn Michaels & Triple H) y a CM Punk & Luke Gallows, ganando los títulos en parejas. Tras esto, retuvieron el título ante DX en la revancha en Raw y en WrestleMania XXVI ante John Morrison & R-Truth. En Extreme Rules derrotaron de nuevo a Morrison & R-Truth y a MVP & Mark Henry, pero perdieron ante The Hart Dynasty (David Hart Smith & Tyson Kidd), dándoles una oportunidad por el título en el siguiente Raw. La noche siguiente perdiendo el combate y los títulos. Tras la lucha Wight fue insultado por The Miz, por lo que le conectó un "K.O. Punch", cambiando a face.
Debido al Draft, fue traspasado de Raw a SmackDown!, siendo nombrado el 30 de abril por Theodore Long contendiente número uno por el Campeonato Mundial Peso Pesado contra Jack Swagger en Over the Limit, ganando el combate por descalificación. lo que le impidió ganar el campeonato. Tuvo su revancha por el campeonato en Fatal 4-Way 2010 pero no logró ganar siendo el ganador Rey Mysterio. Tras esto comenzó un feudo con The Straight-Edge Society.

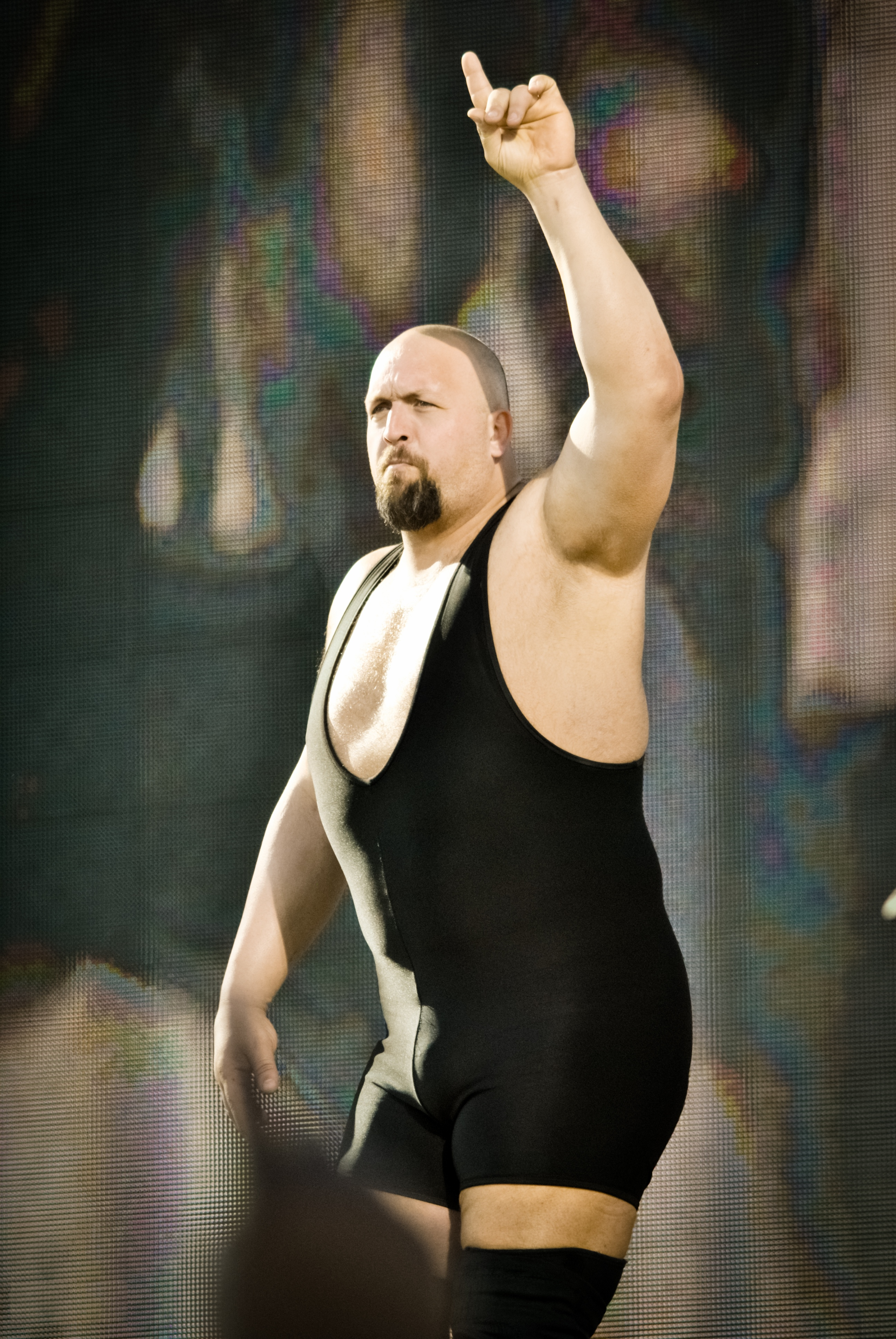
Show en Tribute to the Troops 2010.

Participó en el SmackDown! Money in the Bank Ladder Match en Money in the Bank pero no consiguió ganar. En Summerslam derrotó a The Straight-Edge Society en un combate en desventaja 3 a 1. A pesar del desmantelamiento de The Straight-Edge Society, continuó el feudo con Punk hasta Night of Champions, donde le derrotó después de un K.O. Punch". Tras esto, fue nombrado capitán del Team SmackDown! en Bragging Rights. En el evento, Team SmackDown (Big Show, Rey Mysterio, Jack Swagger, Edge, Alberto Del Rio, Tyler Reks & Kofi Kingston) derrotó al Team Raw (The Miz, Santino Marella, R-Truth, John Morrison, Sheamus, CM Punk & Ezekiel Jackson). En Survivor Series, el Team Mysterio (Rey Mysterio, Kofi Kingston, Montel Vontavious Porter, Chris Masters & The Big Show) derrotó al Team del Río (Alberto Del Rio, Jack Swagger, Tyler Reks, Cody Rhodes & Drew McIntyre). Poco después, no pudo calificarse en el torneo King of the Ring, ya que fue derrotado por Alberto Del Rio por cuenta de fuera debido a la interferencia de Ricardo Rodríguez.

#### 2011
En la edición del 4 de enero de 2011, en Smackdown (transmitido el 7 de enero) luchó contra Cody Rhodes, Dolph Ziggler y Drew McIntyre en una lucha para determinar al primer contendiente al Campeonato Mundial Peso Pesado de Edge, para Royal Rumble, sin embargo la lucha la ganó Ziggler, después del combate fue atacado por Wade Barrett empezando un feudo con este y su nuevo grupo The Corre quienes atacaron a Show a la semana siguiente. Participó en el Royal Rumble, donde eliminó a Ziggler y a McIntyre, pero fue eliminado por Ezekiel Jackson. Durante Elimination Chamber fue anunciado por Theodore Long como el sexto integrante de la Elimination Chamber por el Campeonato Mundial Peso Pesado de Edge. Sin embargo, fue derrotado, ganando Edge el combate. Durante el combate eliminó a Wade Barrett, por lo que siguió en su feudo contra The Corre y el 15 de marzo de 2011 hizo pareja con Kane para pelear contra The Corre por los Campeonato en Parejas de la WWE ganando Kane & The Big Show por descalificación. Luego en WrestleMania XXVII hizo equipo con Kane, Santino Marella y Kofi Kingston contra The Corre, lucha en la que su equipo salió victorioso. El 19 de abril (emitido el 22 de abril) Kane & Show derrotaron en el programa de Smackdown en Londres a The Corre (Heath Slater & Justin Gabriel), ganando el Campeonato en Parejas de la WWE.
El 25 de abril fue trasapasado de SmackDown a Raw en el Draft. En Extreme Rules derrotaron a The Corre (Wade Barrett & Ezekiel Jackson) reteniendo el Campeonato de Parejas en un Lumberjack Match. Después empezó junto con Kane un feudo con The New Nexus. El 22 de mayo en Over the Limit, Show junto a Kane retuvieron los campeonatos frente a CM Punk y Mason Ryan. Al día siguiente en Raw perdieron los campeonatos frente a David Otunga y Michael McGillicutty. Después de ese combate, Show persiguió a Alberto Del Rio, quien les había insultado, pero durante la persecución fue atropellado por su anunciador, Ricardo Rodríguez. Este atropello le causó una lesión interna en la rodilla derecha, dejándolo inactivo durante unas semanas (kayfabe).
Show hizo su regreso el 13 de junio en Raw atacando a Del Rio después de su lucha con Kane, donde también lesionó a Rodríguez, dejándolo inactivo durante 2 semanas (kayfabe). Después de su regreso, el Gerente General de Raw Stone Cold Steve Austin anunció que se enfrentaría a Del Rio en Capitol Punishment. Sin embargo, antes de su lucha, fue atacado por Mark Henry, quien le aplicó un «World's Strongest Slam» contra una mesa, agravando su lesión de rodilla. Después de unos minutos de lucha, el árbitro decretó que Show no podía luchar por su lesión y le dio la victoria a Del Rio. En el Raw del 27 de junio se enfrentó a Del Rio en un Steel Cage Match saliendo derrotado tras la intervención de Mark Henry acabando ambos el feudo. Después de la lucha Henry continuó atacándole comenzando ambos un feudo. En Money in the Bank, se enfrentó a Henry, pero fue derrotado y le volvió a lesionar fracturándole el peroné (kayfabe) al atacarle la pierna con un «Splash» sobre una silla y estuvo fuera de acción durante 3 meses. El 3 de octubre, fue transferido a la marca SmackDown para buscar venganza contra Henry, regresando el 7 de octubre, dándole Theodore Long una oportunidad titular. En Vengeance se enfrentó a Henry, pero el combate quedó sin resultado cuando, al aplicarle Henry un «Superplex», se rompiera el ring, acabando sin resultado. El 4 de noviembre en Smackdown, Long le dio otra oportunidad a Show en Survivor Series, donde The Big Show ganó por descalificación después de que Mark Henry le aplicara un «Low Blow». Después del combate, Henry intentó lesionar a The Big Show con la silla, como hace 3 meses en Money in the Bank, pero Show logró defenderse, aplicándole a Henry un «K.O. Punch» y un «Leg Drop» a la silla que Henry tenía colocada en la pierna izquierda, teniendo que salir en camilla. En TLC: Tables, Ladders & Chairs derrotó a Mark Henry ganando por primera vez el Campeonato Mundial Peso Pesado de la WWE. Después de la lucha, fue atacado por Henry y Daniel Bryan cobró su oportunidad del SmackDown! Money in the Bank donde fue derrotado y perdió el Campeonato, siendo el reinado más corto de este campeonato.

#### 2012

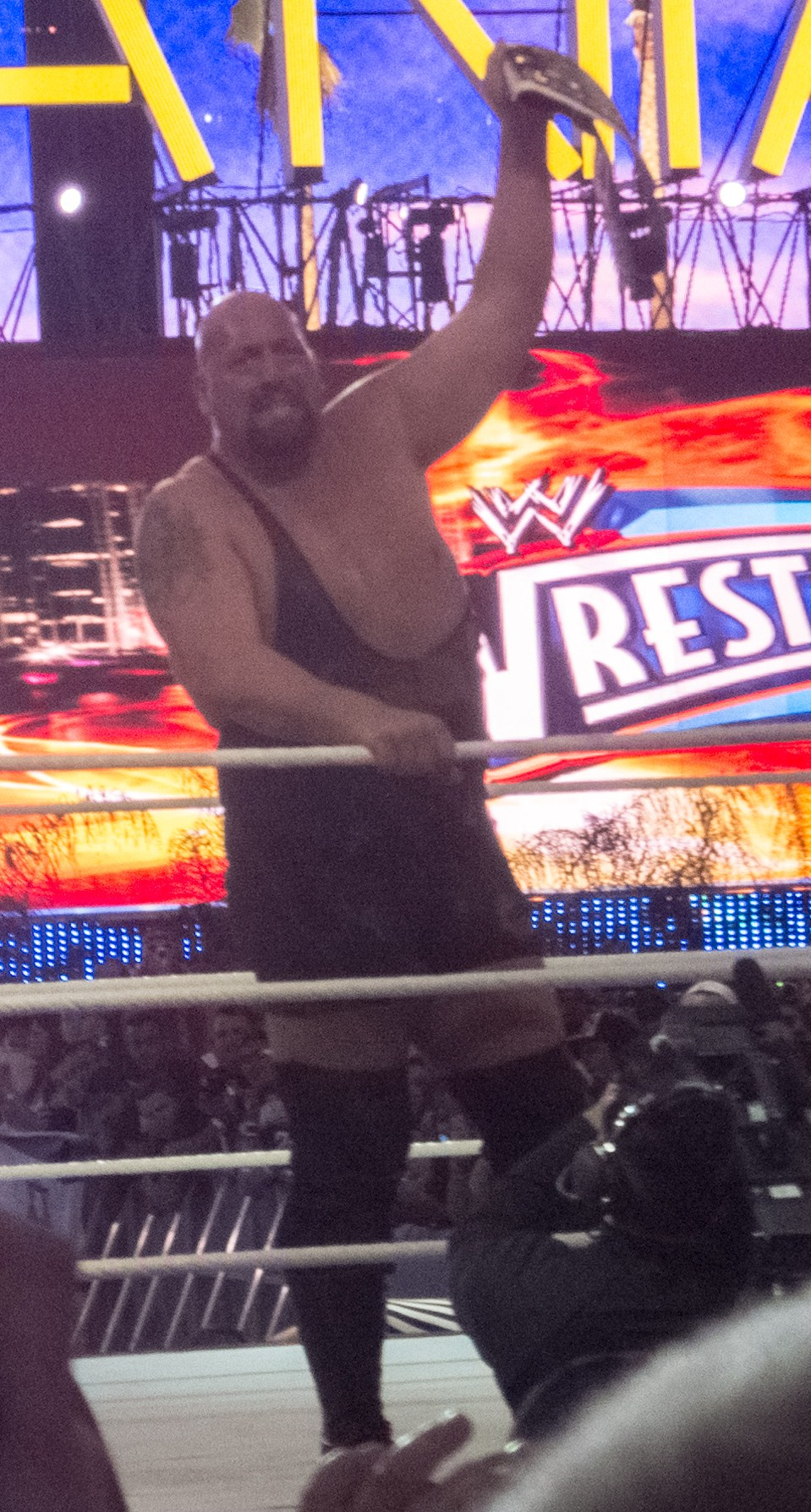
Show después de ganar el Campeonato Intercontinental en WrestleMania XXVIII.

El 4 de enero (trasmitido el 6 de enero) en SmackDown tuvo la revancha contra Daniel Bryan, terminando en descalificación después de que Mark Henry empujara a Bryan reteniendo el título este último. Volvió a enfrentarse a Bryan el 11 de enero (trasmitido el 13 de enero) en SmackDown, pero terminó de nuevo en descalificación cuando Show golpeó a AJ Lee accidentalmente con su cuerpo dejándola lesionada (kayfabe). En Royal Rumble enfrentó a Bryan y a Henry por el Campeonato Mundial Peso Pesado de la WWE, en un Steel Cage Match donde Bryan retuvo el título. Esa misma noche participó en el Royal Rumble Match, entrando como #30, siendo eliminado por Randy Orton. Durante ese combate eliminó a Cody Rhodes, comenzando un pequeño feudo. En el PPV Elimination Chamber tuvo otra oportunidad por el Campeonato Mundial Peso Pesado de la WWE eliminando a The Great Khali, pero siendo eliminando por Cody Rhodes.
En las semanas siguientes, Show comenzó un feudo con Rhodes después de que Rhodes destacó momentos embarazosos del Show en WrestleManias anteriores, a menudo costándole a Show perder combates en el proceso. En WrestleMania XXVIII, Show se enfrentó a Rhodes por el Campeonato Intercontinental de la WWE, ganando el combate y el campeonato. Su feudo con Rhodes se extendió hasta Extreme Rules donde The Big Show perdió el título en un Tables Match, tras romper una mesa accidentalmente con su pierna. Finalmente, Show terminó su feudo con Rhodes el 7 de mayo en Raw, una vez que ambos se enfrentaran por el Campeonato Intercontinental, sin embargo Show ganó por cuenta fuera del ring, lo que no le permitió ganar el título. En ese mismo evento se burló de la voz del General Mánager John Laurinaitis, siendo confrontado por su asistente Eve Torres, quien le obligó a disculparse.

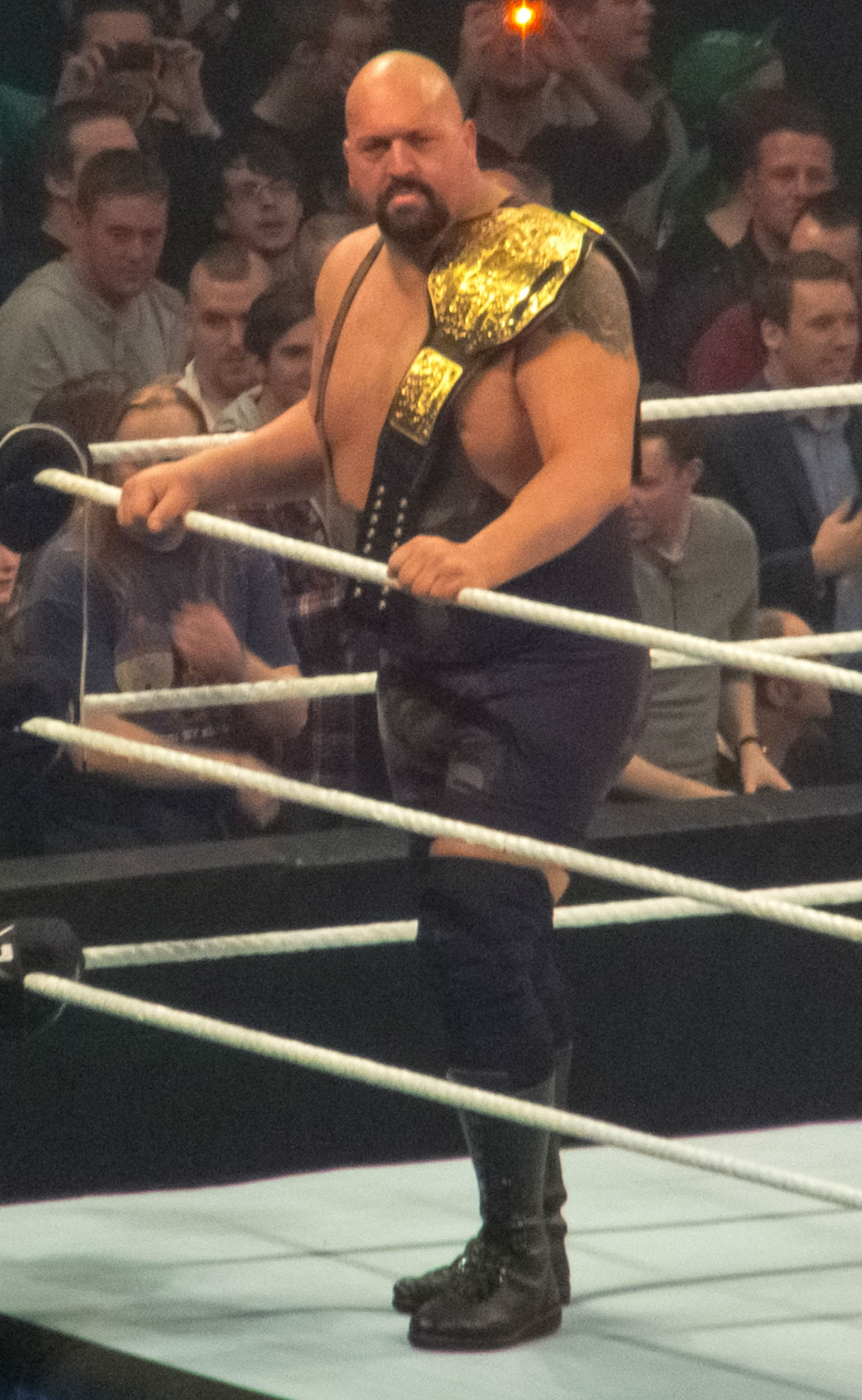
Big Show durante su segundo reinado como Campeón Mundial Peso Pesado.

En la emisión de Raw transmitida el 14 de mayo, John Laurinaitis despidió a Show por burlarse de su voz haciendo que saliera de la WWE (kayfabe). En Over the Limit Show apareció en el combate final como un espectador entre el público ayudando a Laurinaitis a derrotar a John Cena aplicándole un «K.O. Punch» y cambiando a heel. Al día siguiente The Big Show explicó que ayudó a Laurinaitis ya que este le ofreció un nuevo contrato con la WWE si le ayudaba a ganar en su lucha contra John Cena. Como resultado, Show comenzó un feudo con Cena pactándose una lucha entre ambos en No Way Out fue derrotado por John Cena en un Steel Cage Match, y como resultado John Laurinaitis fue despedido de la WWE por Mr. McMahon. En Money in the Bank participó el Money in the Bank Ladder Match buscando un contrato por el Campeonato de la WWE, pero no logró ganar siendo John Cena el ganador. Durante las siguientes semanas, él y Cena continuaron su feudo, involucrando en el feudo al Campeón de la WWE CM Punk. En SummerSlam enfrentó a John Cena y CM Punk por el Campeonato de la WWE, pero no logró ganar saliendo Punk con la victoria.
Tras un par de semanas sin actividad regresó a la competición noqueando a Tensai y Brodus Clay. En SmackDown derrotó a Randy Orton tras una interferencia de Alberto Del Rio, obteniendo una oportunidad por el Campeonato Mundial Peso Pesado y comenzando un feudo con Sheamus. En Hell in a Cell derrotó a Sheamus ganando por segunda vez el Campeonato Mundial Peso Pesado. En Survivor Series retuvo el título derrotando a Sheamus después de protegerse utilizando al árbitro Scott Armstrong, sin embargo tras la lucha fue fuertemente atacado por Sheamus. Finalmente, tuvieron un tercer encuentro entre ambos en TLC: Tables, Ladders & Chairs, donde Show salió vencedor en un Chairs Match después de golpear a Sheamus con una silla. Posteriormente tuvo que defender el título contra Alberto Del Rio, haciéndose descalificar para retenerlo e iniciando un feudo. El 31 de diciembre en Raw debió defender el título contra Ricardo Rodríguez, lucha en la cual Alberto del Río interfirió atacándolo.

#### 2013
Finalmente el 8 de enero en SmackDown perdió el Campeonato Mundial Peso Pesado contra Alberto Del Rio en un Last Man Standing Match. En Royal Rumble obtuvo su revancha contra Alberto del Río en otro Last Man Standing Match pero no logró ganar, debido a que Ricardo Rodríguez le ató las piernas a las cuerdas con cinta aislante. Tuvieron un último enfrentamiento en Elimination Chamber, pero volvió a ser derrotado, esta vez por sumisión. El 4 de marzo en Raw peleó contra CM Punk, Randy Orton, Sheamus por ser el retador de The Undertaker en WrestleMania 29 pero no logró ganar; ya fuera de emisión del programa, fue atacado por The Shield, por lo que se unió a Randy Orton y a Sheamus en un combate contra Shield en WrestleMania 29 pasando a ser face. Durante el combate, Sheamus intentó darle el relevo a Show, pero se lo dio a Orton, siendo posteriormente derrotados. Tras el combate, Show y Orton discutieron, atacando Show con un «K.O. Punch» a sus compañeros volviendo a heel. En Raw atacó a Randy Orton en su combate contra Sheamus, teniendo un feudo entre ellos. Finalmente en Extreme Rules salió derrotado por Randy Orton en un Extreme Rules Match. Ese mismo mes, The Big Show se tomó un tiempo fuera de la WWE para lidiar con una lesión de ligamento de rodilla preexistente, efectivamente siendo puesto fuera de acción por aproximadamente dos meses. En el episodio del 19 de julio de SmackDown se anunció que regresaría en el episodio del 22 de julio de Raw, sin embargo, Show no apareció debido a una persistente lesión en la rodilla.

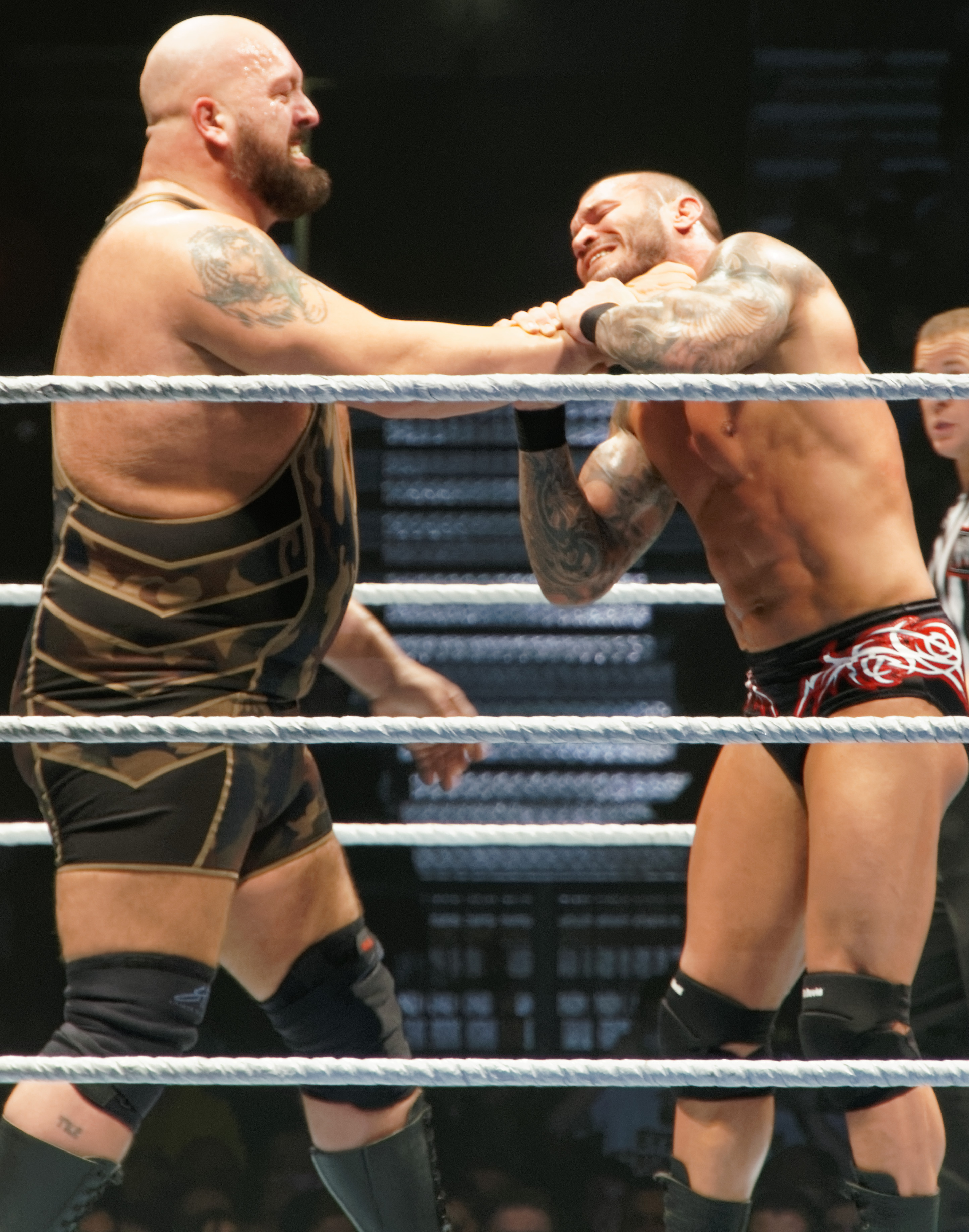
Wight luchando contra Randy Orton en 2013.

The Big Show volvió a la WWE como face el 11 de agosto en un house show en Oakland, California. Show hizo su regreso televisivo en el Raw de la noche siguiente, ayudando a Mark Henry y Rob Van Dam a defenderse de un ataque de The Shield. Cuatro días después en SmackDown, Show, Henry, y Van Dam derrotaron a The Shield en un Six-Man Tag Team Match. Tras ello Big Show comenzó a mostrar un total desacuerdo con respecto a las decisiones de The Authority y la humillación hacia Daniel Bryan. Durante las semanas siguientes, Triple H y Stephanie McMahon le olbigaron a noquear a sus rivales, como Bryan o Dusty Rhodes, mostrándose siempre reacio a hacerlo. En Battleground, interfirió en el evento principal para definir al Campeón de la WWE, noqueando tanto a Bryan como al favorito de The Authority Randy Orton, dejando el combate sin un ganador y sin nuevo campeón. Al día siguiente debido a sus acciones, Stephanie McMahon lo despidió (kayfabe) pero más adelante no se fue sin antes darle un «K.O. Punch» a Triple H. En el siguiente Raw, en el combate por equipos entre The Shield y Cody Rhodes y Goldust interfirió a favor de los Rhodes costándole a The Shield sus títulos.
Posteriormente, apareció en varios Raw y además, había impuesto una demanda contra la WWE por los abusos que sufría. En el Raw del 4 de noviembre negoció con Triple H y Stephanie McMahon para quitar la demanda a cambio de ser recontratado, que así fue, y además de tener un combate por el Campeonato de la WWE ante Randy Orton en Survivor Series. Sin embargo, en el evento fue derrotado. En las semanas posteriores, Show comenzó a hacer equipo con Rey Mysterio, derrotando a rivales como The Real Americans (Jack Swagger & Antonio Cesaro). En el evento TLC: Tables, Ladders & Chairs, Show & Mysterio tuvieron una oportunidad por los Campeonatos en Parejas de WWE de Cody Rhodes & Goldust en un Fatal Four-Way Elimination Match en el que también participaron RybAxel (Ryback & Curtis Axel) y The Real Americans, siendo los últimos eliminados por los campeones. En el siguiente Raw, Show & Mysterio lograron derrotar a Cody Rhodes & Goldust en una lucha no titular.

#### 2014
El 6 de enero en Old School Raw, The Big Show confrontó a Brock Lesnar, lo que condujo a un corto enfrentamiento físico entre los dos, con Show lanzando Lesnar a través del ring. El 10 de enero, Big Show lanzó un desafío a Lesnar para luchar durante una entrevista en Miz TV en SmackDown. Paul Heyman aceptó el reto en nombre de Lesnar y dijo que tendría lugar en Royal Rumble. Show perdió en el evento debido a que fue brutalmente agredido con numerosas sillas de acero. Tras un mes de ausencia, The Big Show regresaría a la WWE en la edición del 7 de marzo de 2014 de SmackDown, para salvar a Daniel Bryan de Batista y Kane e hizo equipo con Bryan más tarde en la noche para derrotar a Kane y Batista en una lucha en equipos. The Big Show participó en el André the Giant Memorial Battle Royal en WrestleMania XXX, siendo la última persona eliminada por el ganador Cesaro. Tras esto se tomó un tiempo libre en WWE. El 26 de julio de 2014, The Big Show hizo su regreso en un house show de la WWE, derrotando a Cesaro. Hizo su retorno a la televisión en la edición del 8 de agosto de SmackDown, haciendo equipo con Mark Henry derrotando a RybAxel. Show entonces empezó un feudo con Rusev en el que The Big Show lo derrotó en una lucha por descalificación. En el episodio del 13 de octubre de Raw enfrentó a Rusev y perdió por descalificación en el cual él y Mark Henry lo atacaron, terminando con un «K.O. Punch». En Hell in a Cell el 26 de octubre, The Big Show fue derrotado por Rusev por nocaut técnico cuando se desmayó debido a la sumisión de Rusev «The Accolade». La noche siguiente en Raw, Big Show y Mark Henry se enfrentaron a los Campeones en Parejas de la WWE Gold & Stardust por el título. Henry atacó a Big Show, costándole la lucha a su equipo. En la edición del 3 de noviembre de Raw, Big Show salió a salvar a Dolph Ziggler cuando Mark Henry le iba a realizar un «World's Strongest Slam» a Ziggler, diciéndole a Henry que se unió al Team Cena en Survivor Series. En la edición del 10 de noviembre de Raw, The Big Show fue dado una oportunidad para dejar Team Cena y entrar al Salón de la Fama de la WWE 2015 por Stephanie McMahon, él se negó y fue reservado en una lucha contra Sheamus con el ganador obteniendo una oportunidad por el Campeonato Mundial Peso Pesado de la WWE en una fecha posterior. Durante la lucha, Sheamus fue atacado y recibió un «World's Strongest Slam» a través de la mesa de anunciadores por Mark Henry mientras Rusev atacó a The Big Show y lo puso en el «The Accolade».

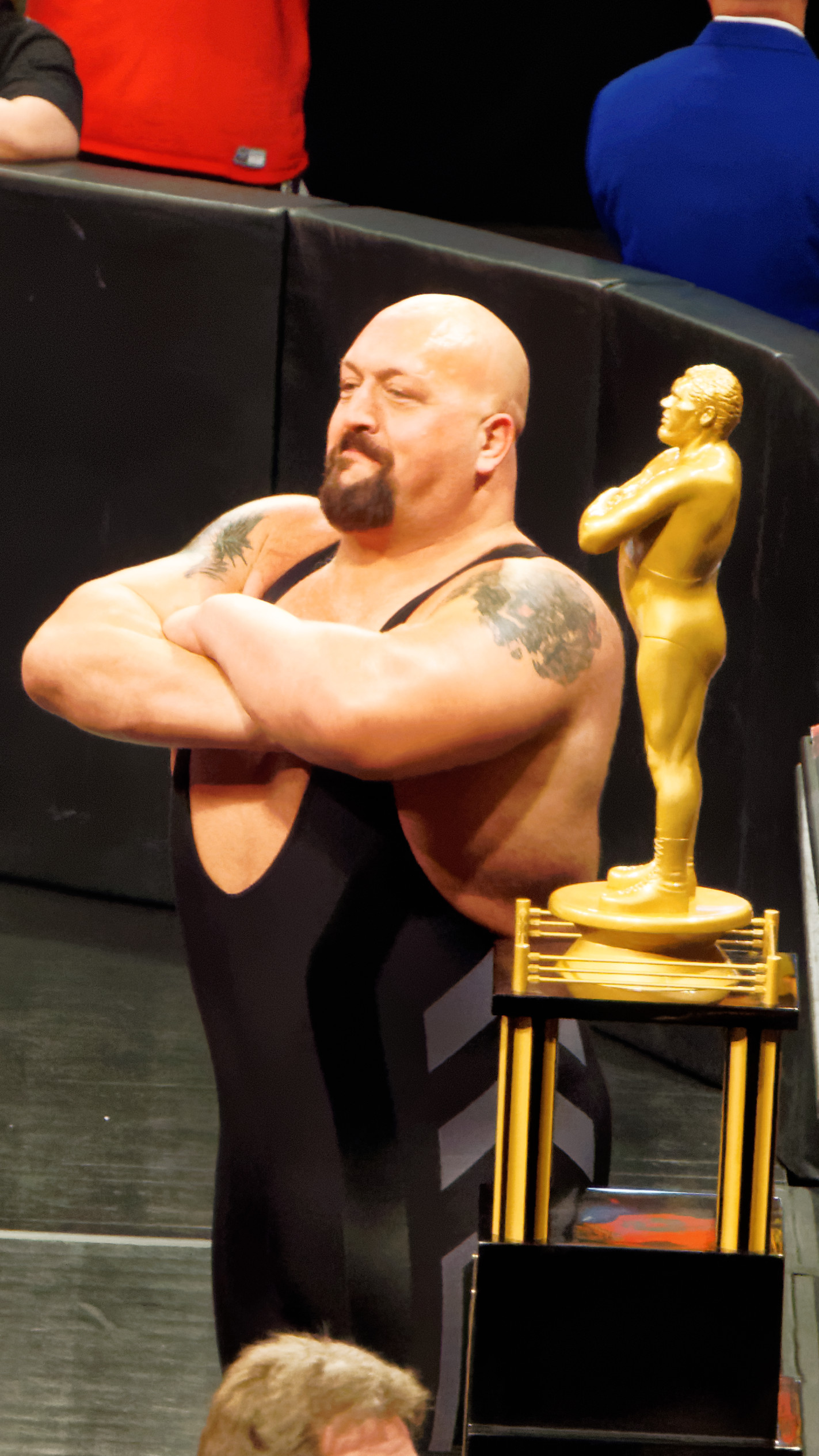
Big Show con el trofeo en honor a Andre the Giant ganado en WrestleMania 31.

En Survivor Series, The Big Show le aplicó un «K.O. Punch» a Cena para permitirle a Seth Rollins cubrir a Cena, cambiando a heel en el proceso. Entonces se estrechó las manos con Triple H y se fue, intencionalmente recibiendo la cuenta fuera. Sin embargo, Team Cena ganó la lucha cuando Dolph Ziggler cubrió a Rollins gracias a la ayuda de Sting en su debut. La noche siguiente en Raw, Big Show explicó sus acciones, afirmando que tenía una familia que cuidar y que The Authority le habían creado problemas para él en el pasado, así que tenía que tomar esa decisión difícil. Luego fue confrontado por Erick Rowan quien se refirió a él como un bully, encendiendo un feudo entre ambos por darle la espalda a su equipo. Se pactó un combate en el evento TLC: Tables, Ladders & Chairs, en donde venció a Erick Rowan en la primera lucha de escalones metálicos. Luego trató de intervenir en la lucha entre John Cena y Seth Rollins atacando a Cena, pero fue detenido por Roman Reigns, quien le aplicó un «Superman Punch» y luego un «Spear» contra una mesa.

#### 2015

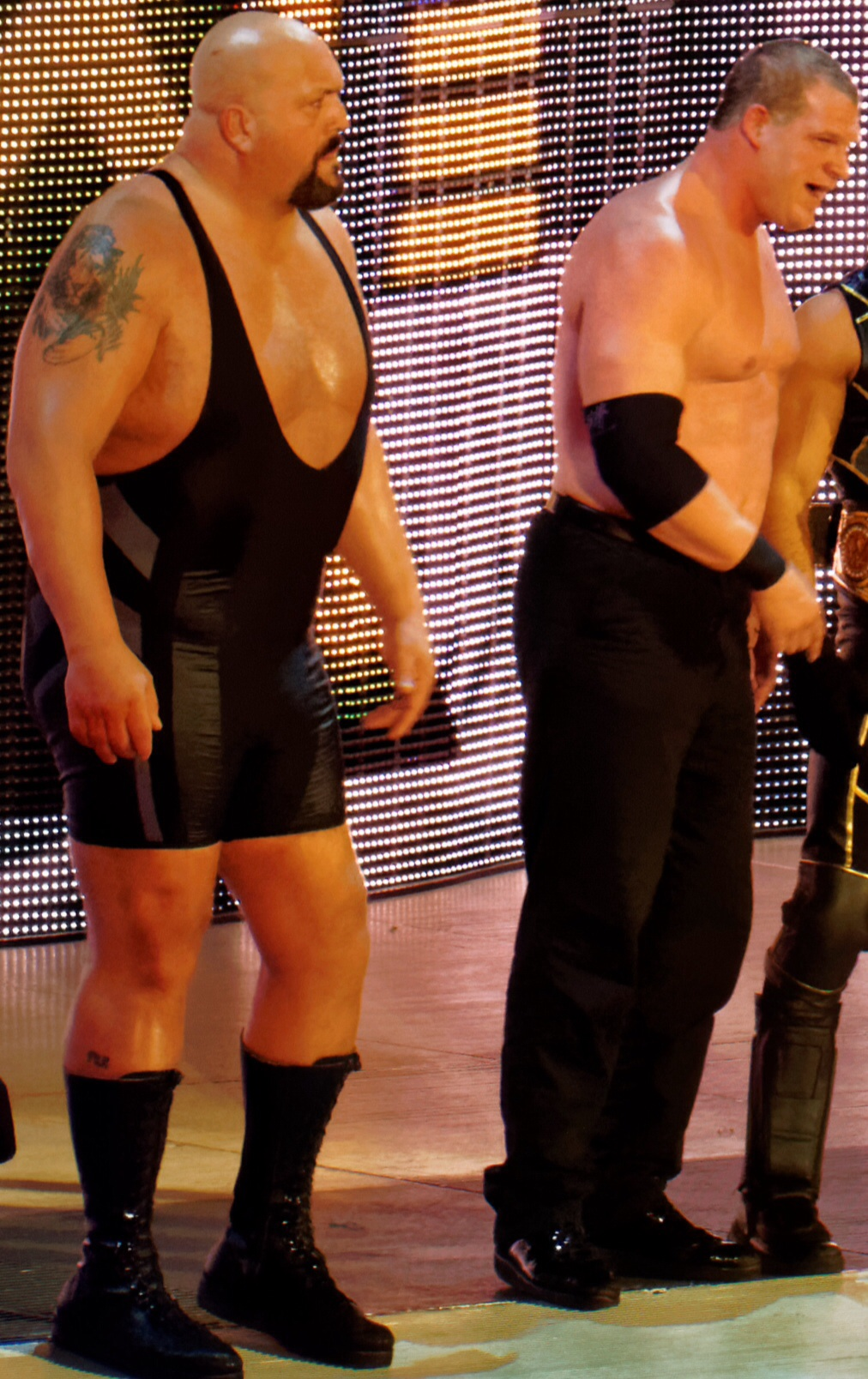
Show junto con Kane en Raw.

En Royal Rumble The Big Show fue el participante #29, siendo eliminado por Roman Reigns. En Fastlane derrotó junto con Seth Rollins y Kane a Dolph Ziggler, Erick Rowan y Ryback. En WrestleMania 31 ganó un 30-Man Battle Royal Match y el trofeo en memoria de André The Giant. En la edición del día 13 del mismo mes, Show atacó a Roman con un Chokeslam contra un taxi de Londres para luego anunciar que se enfrentaría a Roman en un Last Man Standing en Extreme Rules. En dicho evento fue derrotado por Reigns después de que este último le tirara una mesa encima.
Tras un tiempo ausente, regresó el 1 de junio atacando a The Miz y enfrentándose a Ryback, empezando un feudo con este. En Money in the Bank derrotó por descalificación a Ryback debido a una interferencia de The Miz en un combate por el Campeonato Intercontinental. En Battleground debió enfrentar a Ryback, pero el combate se suspendió debido a una lesión de este último. Se confirmó que en SummerSlam habría una Triple Amenaza entre Show, Ryback y The Miz por el Campeonato Intercontinental. En SummerSlam Show no tuvo éxito en obtener el Campeonato Intercontinental, que fue defendido por Ryback. El 31 de agosto fue derrotado por Ryback tras una interferencia de The Miz en un combate por el Campeonato Intercontinental, terminando su feudo con Ryback. El 7 de septiembre quiso atacar a The Miz cuando este estaba en un combate, pero escapó, haciendo que Show atacara al oponente de Miz, Cesaro, acabando el feudo con The Miz. El 3 de octubre en el Madison Square Garden, Brock Lesnar derrotó fácilmente a Show. En el 9 de noviembre episodio de Raw, Show entró en un torneo de 16 hombres para coronar al nuevo Campeón Mundial Peso Pesado de la WWE, donde perdió contra Roman Reigns en la primera ronda. El 28 de diciembre en Raw, Show se declaró participante para el Royal Rumble 2016.

#### 2016
El 4 de enero en Raw, mientras The Big Show estaba en medio de un combate contra Ryback, este último fue atacado por The Wyatt Family (Bray Wyatt, Luke Harper, Braun Strowman y Erick Rowan). Luego del ataque hacia Ryback, los Wyatt atacaron a Show, cambiando a tweener este último. El 18 de enero en Raw, Show cambio definitivamente face tras tener buena actitud con el público. Luego, atacó a todos los miembros de The Social Outcasts (Heath Slater, Curtis Axel, Bo Dallas y Adam Rose) después de su victoria contra Slater. Participó en el Royal Rumble entrando como el #15, eliminando a Titus O'Neil antes de ser eliminado por Braun Strowman. El 26 de enero en SmackDown (emitido el 28), tuvo su venganza ante The Wyatt Family tras salvar de un ataque a Roman Reigns, Dean Ambrose y Chris Jericho. El 1 de febrero en Raw, después de derrotar fácilmente a Erick Rowan, Show fue atacado brutalmente por los Wyatt. El 16 de febrero en un episodio de Raw, derrotó a Braun Strowman por descalificación cuando los Wyatt nuevamente atacaron a Show, quien fue salvado por Ryback y Kane. Esto provocaría un combate por equipos en Fastlane, en donde el equipo de Show derrotó a los Wyatt. La noche siguiente en Raw, hubo una revancha donde esta vez, los Wyatt consiguieron la victoria luego de que Ryback abandonara el combate. Tras un tiempo ausente hizo su regreso el 21 de marzo en Raw anunciando que participaría por tercera vez en la Battle Royal en honor a André the Giant en WrestleMania 32. Posteriormente, Show fue atacado por The Social Outcasts, pero fue salvado por Kane, quien al final también lo terminó atacando con un «Super Chokeslam». En dicho evento no logró ganar, siendo Baron Corbin el ganador del combate. Luego, Show junto con Kane derrotaron semanalmente a Braun Strowman y Erick Rowan, en Main Event, y en varios House Shows.

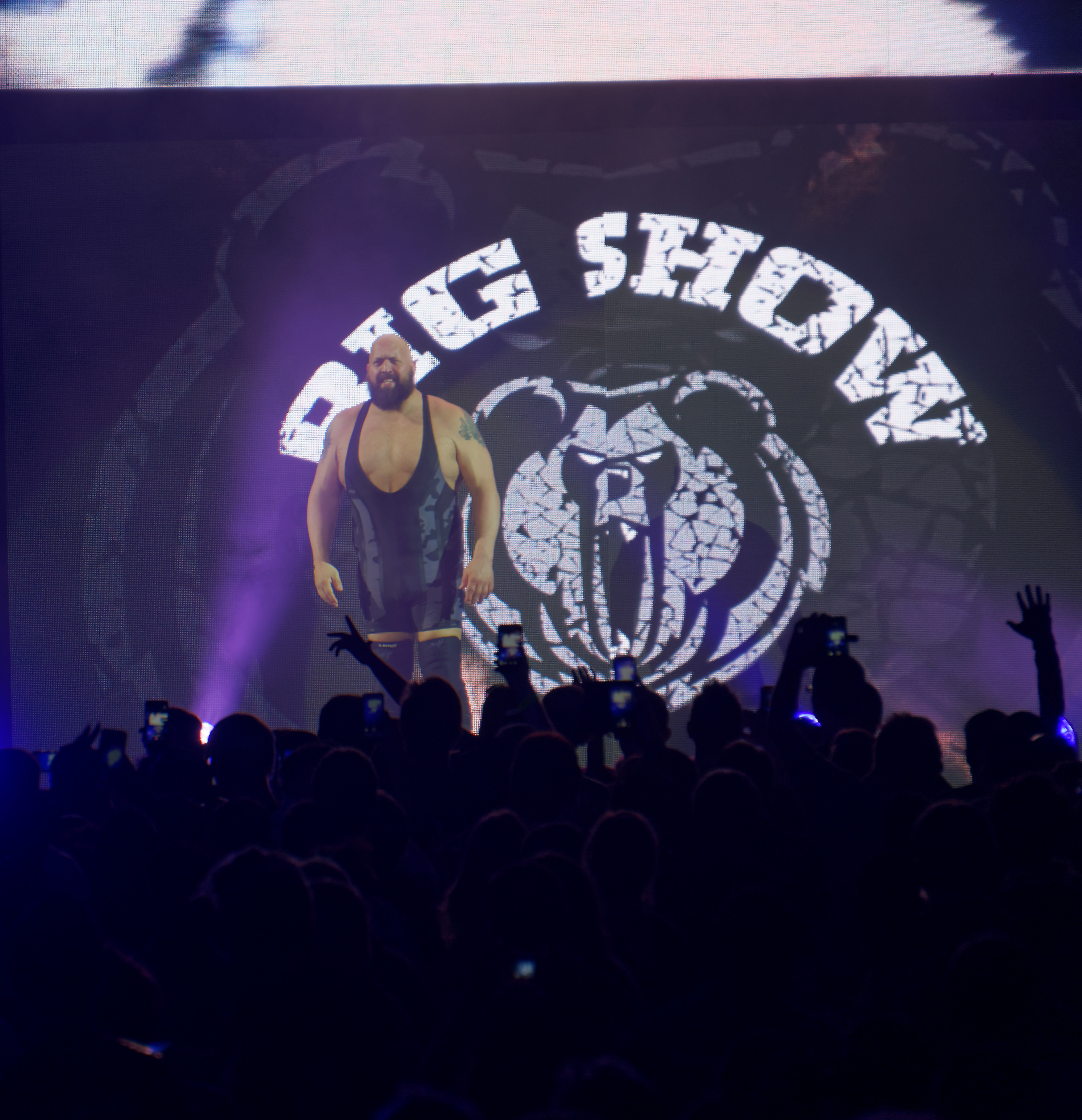
Show en septiembre de 2016.

Hizo su regreso a la televisión el 30 de mayo en Raw, en un segmento en backstage junto con Apollo Crews. Hizo su regreso al ring en la edición especial de Monday Night Raw del 4 de julio, en donde formó parte del Team USA junto con Kane, Crews, Mark Henry, Zack Ryder, Jack Swagger & The Dudley Boyz para derrotar al Team World, conformado por Kevin Owens, Chris Jericho, Sami Zayn, Cesaro, Sheamus, Alberto del Río & The Lucha Dragons en un 16-Man Elimination Tag Team Match, siendo él y Ryder los únicos sobrevivientes de su equipo.
El 19 de julio en SmackDown fue seleccionado para formar parte de la marca Raw debido al Draft y a la nueva separación de marcas. Después de no aparecer por varios meses, finalmente compitió en noviembre durante los House Shows por Europa, enfrentándose a Braun Strowman en varios retos "Body-Slam" que fueron ganados por este último.
El 3 de diciembre en un evento en vivo, respondió a un reto abierto de Bo Dallas, saliendo rápidamente victorioso. Hizo su regreso a la televisión el 5 de diciembre en Raw, como el oponente sorpresa que Kevin Owens había escogido para Seth Rollins. Durante la lucha, Owens interfirió, por lo que Show le aplicó un Chokeslam e intencionalmente se dejó vencer por Rollins por cuenta fuera.

#### 2017
El 23 de enero en Raw, anunció su participación en el Royal Rumble Match y en ese mismo programa, reapareció para encarar a Braun Strowman. En el Royal Rumble entró con el #9 y fue eliminado por el propio Strowman en menos de 2 minutos. En la edición de Raw del 20 de febrero fue derrotado por Braun Strowman. La siguiente semana en Raw, derrotó a The Shinning Stars (Primo y Epico) en un combate en desventaja. En el evento Fastlane, Big Show derrotó a Rusev. El 27 de marzo en Raw se enfrentó a Jinder Mahal en un Over-The-Top-Rope Challenge, eliminándolo a él y a The Shining Stars. En el Kick-Off de WrestleMania 33, participó en el André The Giant Memorial Battle Royal pero fue eliminado por Braun Strowman. El 17 de abril en Raw, durante su lucha contra Braun Strowman, ambos rompieron el ring después de que Strowman le aplicara un superplex desde la tercera cuerda, terminando la lucha sin resultado.
El 22 de mayo en Raw, Big Cass fue misteriosamente atacado en backstage de la misma manera como Enzo Amore fue atacado las últimas dos semanas, por lo que Show se ofreció para ser el compañero de Enzo esa noche. Debido a eso, fue acusado por Cass por ser su atacante, cosa que Show negó. Finalmente, el 19 de junio en Raw, el comentarista Corey Graves reveló que el propio Cass estaba detrás de los ataques hacia Enzo y que fingió su propio ataque con el fin de sacar la sospecha de que él era el atacante.
El 29 de agosto en Raw, hizo su aparición para participar en la Battle Royal de 15 personas para sacar un contendiente por el campeonato intercontinental, por el cual estaba en propiedad de The Miz. Durante la lucha, Luke Gallows, Karl Anderson y Finn Bálor lo eliminaron. En dicha lucha, Jeff Hardy salió victorioso.
En el episodio del 4 de septiembre de Raw, The Big Show fue derrotado por Braun Strowman en un Steel Cage Match, siendo arrojado a través de la jaula después de la lucha, y luego fue ayudado detrás del escenario. Se informó que el ataque se usó para escribir la ausencia de The Big Show en la televisión y de la WWE ya que requería cirugía de cadera.

#### 2018-2021
Hizo su regreso a SmackDown Live el 9 de octubre luchando contra Randy Orton para clasificar al combate por la Copa Mundial de la WWE en WWE Crown Jewel siendo derrotado
El 16 de octubre en el episodio 1000 de SmackDown cambio a heel atacando a Kofi Kingston y ayudando a The Bar ganando el combate y los Campeonatos en Pareja de SmackDown. Una semana después, confirmó su alianza con The Bar (Cesaro y Sheamus) y se enfrentó a Kofi Kingston, a quien derrotó de manera dominante. En el evento Crown Jewel celebrado el 2 de noviembre, ayudó a The Bar a retener los títulos después de aplicarle un KO Punch a Big E. En Survivor Series acompañó a The Bar en su combate contra AOP (Akam y Rezar), durante la lucha confrontó a Drave Maverick quien asustado ante Show se orinó encima. El 27 de noviembre en SmackDown atacó a Cesaro ya que estaba harto de sus exigencias, disolviendo su alianza con el y Sheamus cambiando nuevamente a face.
Luego de que en el 2019 estuviera ausente de la programación, regreso en Raw el 6 de enero de 2020, formando equipo con Kevin Owens y Samoa Joe derrotando a Seth Rollins y AOP (Akam & Rezar). En el episodio del 6 de abril en Raw, se enfrentó a Drew McIntyre por el Campeonato de la WWE, pero fue derrotado. 
El 15 de junio regreso de nueva cuenta a Raw cuando se unió a The Street Profits y The Viking Raiders para enfrentarse a Akira Tozawa y su gran ninja, acabó con el resto de ninjas, esa noche también apareció para aconsejar a Christian sobre su combate contra Orton. El 22 de junio confrontó a Orton y Ric Flair por su ataque contra Christian. Tras esto, en el episodio del 6 de julio hizo equipo con The Viking Raiders (Erik & Ivar) siendo derrotados por Orton, Andrade y Angel Garza. El 20 de julio en Raw retó a Randy Orton a un "Unsancionated Match" en donde fue derrotado, tras la lucha fue atacada por Orton, dejándolo inconsciente. Hizo su regreso en Clash of Champions junto a Ric Flair, Shawn Michaels y Christian, ayudando a Drew McIntyre durante su lucha contra Randy Orton. 
En Survivor Series estuvo presente en la despedida final de The Undertaker. El 24 de febrero de 2021 se anuncia su llegada a AEW, acabando así su segunda etapa en la WWE luego de 13 años.

### All Elite Wrestling (2021-presente)
El 24 de febrero de 2021, el presidente de All Elite Wrestling, Tony Khan, anunció a través de Twitter que Big Show, ahora conocido en AEW por su nombre real, Paul Wight, había firmado con la compañía y estaría haciendo como comentarista para la nueva serie de YouTube de AEW llamada AEW Dark: Elevation.

## Filmografía

### Películas
| Año  | Título                 | Papel             |
| 1996 | Reggie’s Prayer        | Mr. Portola       |
| 1996 | Jingle All the Way     | Santa Gigante     |
| 1998 | McCinsey's Island      | Little Snow Flake |
| 1998 | The Waterboy           | Capitán Insano    |
| 2006 | Little Hercules in 3-D | Marduk            |
| 2010 | MacGruber              | Brick Hughes      |
| 2010 | Knucklehead            | Walter Krunk      |
| 2015 | Vendetta               | Dominick          |

### Series
| Año  | Título                                      | Papel    |
| 2019 | Van Helsing-temporada 4. 1 episodio.(c.10)  | Carnage  |
| 2019 | Happy!                                      | Pink     |
| 2020 | The Big Show Show-temporada 1. 8 episodios. | Él mismo |

## Campeonatos y logros
- World Championship Wrestling

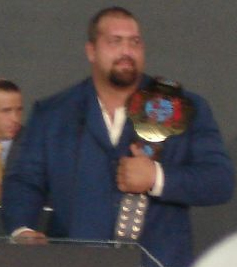
Big Show como Campeón Mundial de la ECW.

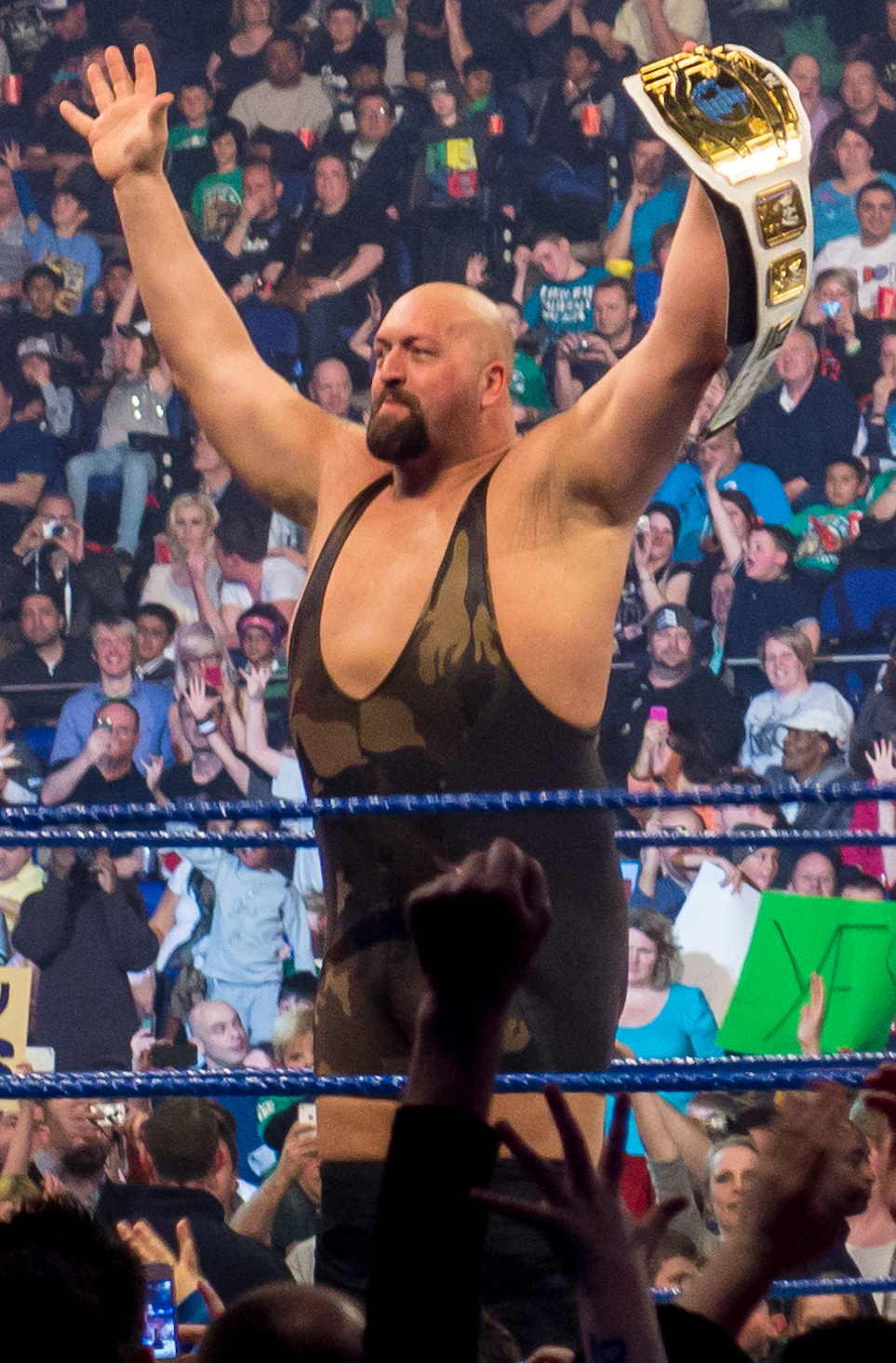
Big Show como Campeón Intercontinental de la WWE en abril de 2012.

  - WCW World Heavyweight Championship (2 veces)
  - WCW World Tag Team Championship (3 veces) — con Lex Luger (1), Sting (1) y Scott Hall (1)
  - WCW World War 3 (1996)
  - King of Cable Tournament (1996)[60]

- World Wrestling Federation / Entertainment / WWE
  - WWF/E Championship (2 veces)
  - World Heavyweight Championship (2 veces)
  - ECW World Championship (1 vez)
  - WWE Tag Team Championship (3 veces) — con Chris Jericho (1), The Miz (1) y Kane (1)
  - WWF/E World Tag Team Championship (5 veces) — con The Undertaker (2), Kane (1), Chris Jericho (1) y The Miz (1)
  - WWE Intercontinental Championship (1 vez)
  - WWE United States Championship (1 vez)
  - WWE Hardcore Championship (3 veces)
  - Triple Crown Championship (vigesimocuarto)
  - Grand Slam Championship (decimosexto)
  - André the Giant Memorial Trophy (Segundo Ganador)
  - Slammy Awards (5 veces)
    - Tag Team of the Year (2009) – con Chris Jericho[61]
    - Holy $#!+ Move of the Year (2011) – Romper el ring tras recibir un superplex de Mark Henry en Vengeance[62]
    - Betrayal of the Year (2012) – Noquear a John Cena en Over the Limit
    - "This is Awesome" Moment of the Year (2013) – Noquear a Triple H en Raw
    - Match of the Year (2014) – Team Cena vs. Team Authority en Survivor Series

- Pro Wrestling Illustrated
  - Luchador del año (1996) — (como The Giant)
  - Rookie del año (1996) — (como The Giant)
  - Situado en el Nº448 en los PWI 500 de 1991[63]
  - Situado en el Nº2 en los PWI 500 de 1996[64]
  - Situado en el Nº8 en los PWI 500 de 1997[65]
  - Situado en el Nº31 en los PWI 500 de 1998[66]
  - Situado en el Nº34 en los PWI 500 de 1999[67]
  - Situado en el Nº16 en los PWI 500 de 2000[68]
  - Situado en el Nº72 en los PWI 500 de 2001[69]
  - Situado en el Nº49 en los PWI 500 de 2002[70]
  - Situado en el Nº6 en los PWI 500 de 2003[71]
  - Situado en el Nº41 en los PWI 500 de 2004[72]
  - Situado en el Nº31 en los PWI 500 de 2005[73]
  - Situado en el Nº44 en los PWI 500 de 2006[74]
  - Situado en el Nº35 en los PWI 500 de 2007[75]
  - Situado en el Nº51 en los PWI 500 de 2008[76]
  - Situado en el Nº25 en los PWI 500 de 2009[77]
  - Situado en el Nº17 en los PWI 500 de 2010[78]
  - Situado en el Nº31 en los PWI 500 de 2011[79]
  - Situado en el Nº17 en los PWI 500 de 2012[80]
  - Situado en el Nº14 en los PWI 500 de 2013[81]
  - Situado en el Nº33 en los PWI 500 de 2014[82]
  - Situado en el Nº36 en los PWI 500 de 2015[83]
  - Situado en el Nº102 en los PWI 500 de 2016[84]
  - Situado en el N°79 en los PWI 500 de 2017[85]
  - Situado en el Nº137 en los PWI Years 500 de 2003[86]

- Wrestling Observer Newsletter
  - Debutante del Año (1996)[87]
  - Peor Feudo del Año (1999) vs. The Big Boss Man[88]
  - Peor Feudo del Año (2013) vs. The Authority[88]
  - Peor Luchador (2001, 2002)[89]
  - Luchador Más Vergonzoso (2002)[90]